# Samtgemeinde Gieboldehausen
De Samtgemeinde Gieboldehausen is een Samtgemeinde in de Duitse deelstaat Nedersaksen. Het is een samenwerkingsverband van tien kleinere gemeenten in het Landkreis Göttingen. Het bestuur is gevestigd in Gieboldehausen.

## Deelnemende gemeenten
(Tussen haakjes: aantal inwoners per 31 december 2015)
1. Bilshausen (2217)
2. Bodensee (821)
3. Gieboldehausen (Flecken) (4132)
4. Krebeck (inclusief Ortsteil  Renshausen) (1077)
5. Obernfeld (951)
6. Rhumspringe (incl. Ortsteil  Lütgenhausen) (1822)
7. Rollshausen (incl. Ortsteil  Germershausen) (827)
8. Rüdershausen (847)
9. Wollbrandshausen (622)
10. Wollershausen (519)

## Ligging, verkeer, vervoer
De Samtgemeinde Gieboldehausen ligt in het oosten van Nedersaksen, vlak ten zuiden van het Harzgebergte en grofweg halverwege Herzberg am Harz en Duderstadt,  stadjes die respectievelijk 10 km ten noorden en 10 km ten zuiden van Rhumspringe liggen.
De gemeente wordt gekenmerkt door landbouwgebied (het zuidelijke gedeelte heeft, vanwege zijn van oudsher als vruchtbaar bekend staand akkerland, de bijnaam Goldene Aue) en kleine, deels beboste heuvels. Door de gemeente stromen enige beken, waarvan de Rhume en de bij Gieboldehausen daarin uitmondende Hahle de grootste zijn.
Het gebied wordt doorsneden door de Bundesstraße B27, die van de noordelijke buitenwijken van Göttingen in het westen 24 km lang is tot de hoofdplaats Gieboldehausen; van daar is het over deze weg nog 11 km oostwaarts naar Herzberg am Harz. Het gebied wordt ook doorsneden door de Bundesstraße B247, die van  Northeim in het noordwesten 20 km lang is tot Gieboldehausen; van daar is het over deze weg nog 13 km zuidwaarts naar Duderstadt. 
De dichtstbijzijnde Autobahn is de A7 ten westen van Göttingen en Northeim, meer dan 20 km ten westen van de Samtgemeinde Gieboldehausen.
Reizigers per openbaar vervoer zijn hier aangewezen op streekbussen. Vanuit Herzberg am Harz, Göttingen en Northeim kan men eventueel per trein verder reizen.

## Economie
De Samtgemeinde Gieboldehausen is een typische plattelandsgemeente, waarin de landbouw en de daaraan gelieerde nijverheid domineren.
Op het bedrijventerrein van Bilshausen staat een al oude, middelgrote steenfabriek en een kleine fabriek, waar een Engels bedrijf noodstroomvoedingsapparatuur maakt. Een aantal dorpen huisvest ook forensen, die in de nabijgelegen steden werken.
Het dorp Rüdershausen heeft al sinds het eind van de 19e eeuw de naam van "metselaarsdorp". Nog altijd is een groot deel van de mannen in Rüdershausen bouwvakker van beroep. Velen hebben in het dorp na 1945 een eigen aannemersbedrijfje opgericht.

## Geschiedenis
In 1999 werd bij archeologisch onderzoek vastgesteld, dat in de Jonge Steentijd door mensen van de bandkeramische cultuur regelmatig offers werden gebracht in de Rhume-bron. Ook in de bronstijd vonden dit soort offers er nog plaats, hetgeen is gebleken uit een in de bron gevonden bronzen fibula.
De meeste dorpen in deze Samtgemeinde hebben een plaatsnaam die op -hausen (-huizen) eindigt. Daaruit concluderen de historici, dat deze in de 8e of 9e eeuw ontstaan zijn en hun naam danken aan de persoon, die de nederzetting stichtte, bijv. Giebold, en de aanduiding haus: woonplaats van Giebold. Dit patroon wordt bijna altijd door aanvullende gegevens onderbouwd. De dorpjes Bodensee en Lindau hebben niets met het Bodenmeer en de stad Lindau te maken. Een verhaal, volgens hetwelk een ridder uit die contreien zich in 918 hier zou hebben gevestigd, wordt als pure fantasie beschouwd. Eerder zal Bodensee met een adellijk geslacht Von Bodensen (14e-16e eeuw) samenhangen.
In de 14e eeuw leefde in Rhumspringe een adellijk geslacht Von Rhumespringe.
Gieboldehausen bezat in de middeleeuwen waarschijnlijk een kasteel. Het plaatsje had enige privileges (marktrecht en het recht, belastingvrij eigen bier te brouwen) en er was ook een lagere rechtbank gevestigd, maar het was geen echte stad. Gieboldehausen werd in 1850 nog door een dubbele ramp getroffen: een enorme brand, en een cholera-epidemie, die 350 mensenlevens eiste.
Na het eerste kwart van de 15e eeuw kwam het gebied aan het  Amt Eichsfeld, onderhorig aan het Keurvorstendom Mainz.
Zoals overal in deze regio, werd ook het gebied van de huidige Samtgemeinde Gieboldehausen van de Dertigjarige Oorlog (1618-1648) tot de vroege 19e eeuw  meermalen getroffen door oorlogsgeweld, epidemieën en andere rampen. De meerderheid van de christenen in de gemeente, uitgezonderd het lutherse Wollershausen, is, ondanks een door de Reformatie veroorzaakte, tijdelijke protestantisering in de 16e en vroege 17e eeuw, rooms-katholiek. 
Van 1815 tot 1866 behoorde het gebied bij het Koninkrijk Hannover, daarna tot het Koninkrijk Pruisen, dat uiteindelijk in het Duitse Keizerrijk en daarna de Republiek van Weimar opging.
In de 20e eeuw was er in de dorpen van deze gemeente sprake van enige huisnijverheid, o.a. tabakproductie en het fokken en verhandelen van Harzer postuurkanaries. Van 1860-1972 had Krebeck een grote steenfabriek (op het terrein daarvan is nu een paardensportcentrum gevestigd).
De dorpen, waaruit de Samtgemeinde Gieboldehausen bestaat, waren tot 1971]zelfstandige gemeenten. In 1971 en 1973 kwam door gemeentelijke herindelingen de huidige bestuursstructuur tot stand.

## Bedevaarten
Het dorpje Renshausen is sinds 1722 een bedevaartsoord; jaarlijks vindt er op de 3e zondag van de maand maart een pelgrimage ter ere van Sint Jozef plaats.
Ook Germershausen is zeker sinds 1710, mogelijk zelfs al vanaf de 15e eeuw, een Mariabedevaartoord. In 1886 werd de bedevaartkerk, die aan een beek stond, overstroomd en drie jaar later door de huidige kerk vervangen. Vier keer per jaar vindt naar Germershausen een bedevaart plaats, waarvan de grootste op de eerste zondag van juli. Mede om de reden, dat de Augustijnen de bedevaart plachten te organiseren, werd in 1864 door deze orde een klooster met kloosterschool gesticht. In 2019 werd dit klooster opgeheven. De gebouwen staan sindsdien te koop.
In 1850 werd de streek getroffen door een rampzalige cholera-epidemie. Om van God af te smeken, dat zoiets zich nooit zou herhalen, besloot de geestelijkheid van de Rooms-Katholieke Kerk in de gemeente, in Wollbrandshausen een bedevaart voor de 14 noodhelpers in te stellen. In 1855 kwam de daarvoor gebouwde bedevaartkapel gereed. Sinds dat jaar vindt er jaarlijks in juni een kleine, en in juli een grote bedevaart plaats. Verder is er jaarlijks op 15 augustus nog ter ere van Maria een lichtjesprocessie.

## Bezienswaardigheden, toerisme
- De bron van de Rhume[2] in Rhumspringe is een krachtige karstbron die 5.000 liter water per seconde op kan stuwen.
- Diverse dorpskerken, veelal in de overgangsstijl tussen rococo en empire, zie afbeeldingen onder Galerij
- Het natuurreservaat Rhumeaue Ellerniederung Gillersheimer Bachtal (deels ook in de noordelijke buurgemeenten Wulften am Harz en Katlenburg-Lindau)
- Van Rollshausen via Gieboldehausen naar buurgemeente Wulften, en van Herzberg am Harz via Rhumspringe door het dal van de beek Eller naar de voormalige Duits-Duitse grens, liepen vroeger twee spoorlijntjes. De rails zijn nu weggebroken en hebben plaats gemaakt voor toeristische fietspaden.
- Obernfeld heeft een Heimatmuseum (dorpsmuseum) met een naar verhouding grote collectie oude landbouwwerktuigen e.d.

## Galerij

### Kerkgebouwen e.d.

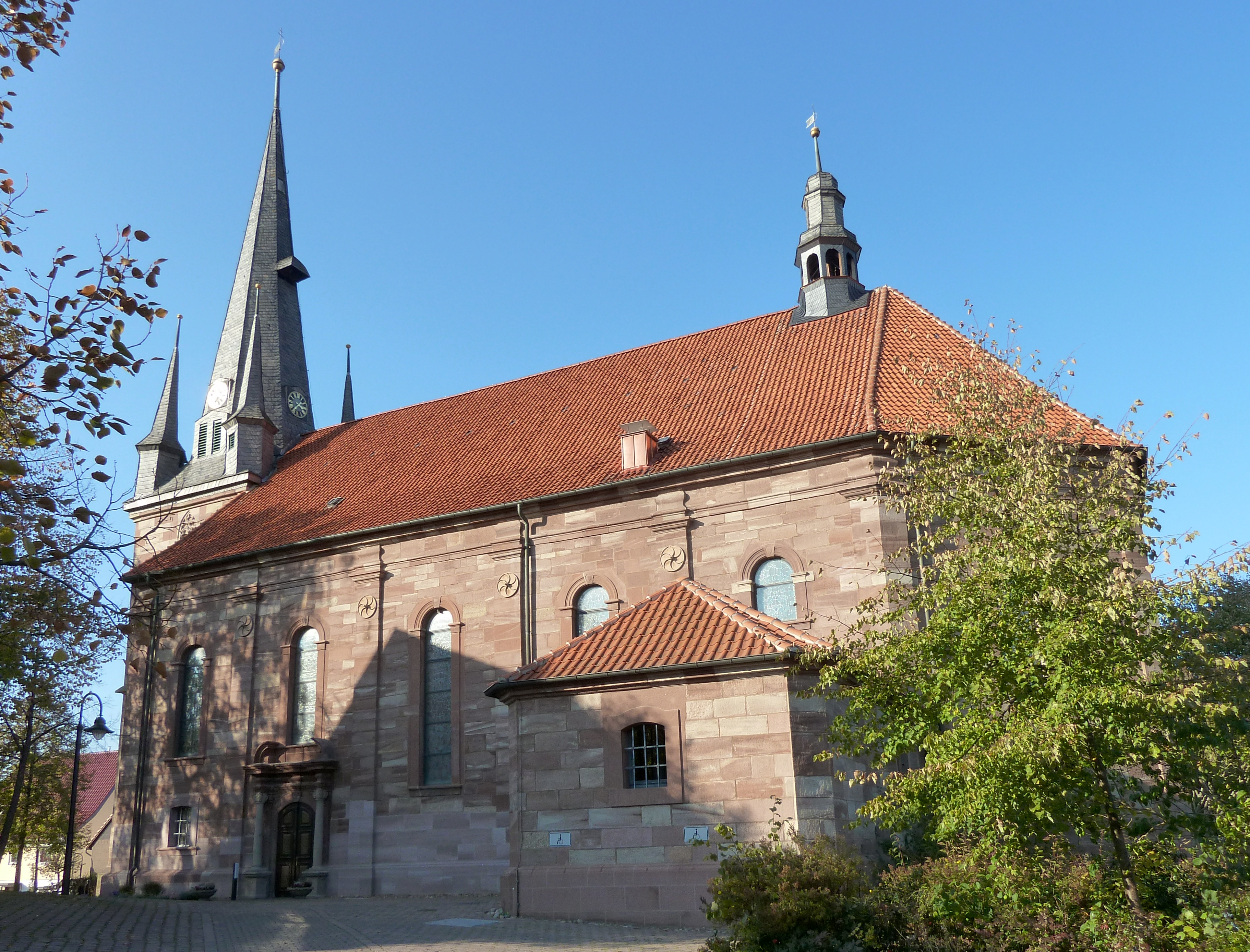
Katholieke parochiekerk St. Cosmas en Damianus, Bilshausen (18e-19e eeuw; in 1985 gerestaureerd)
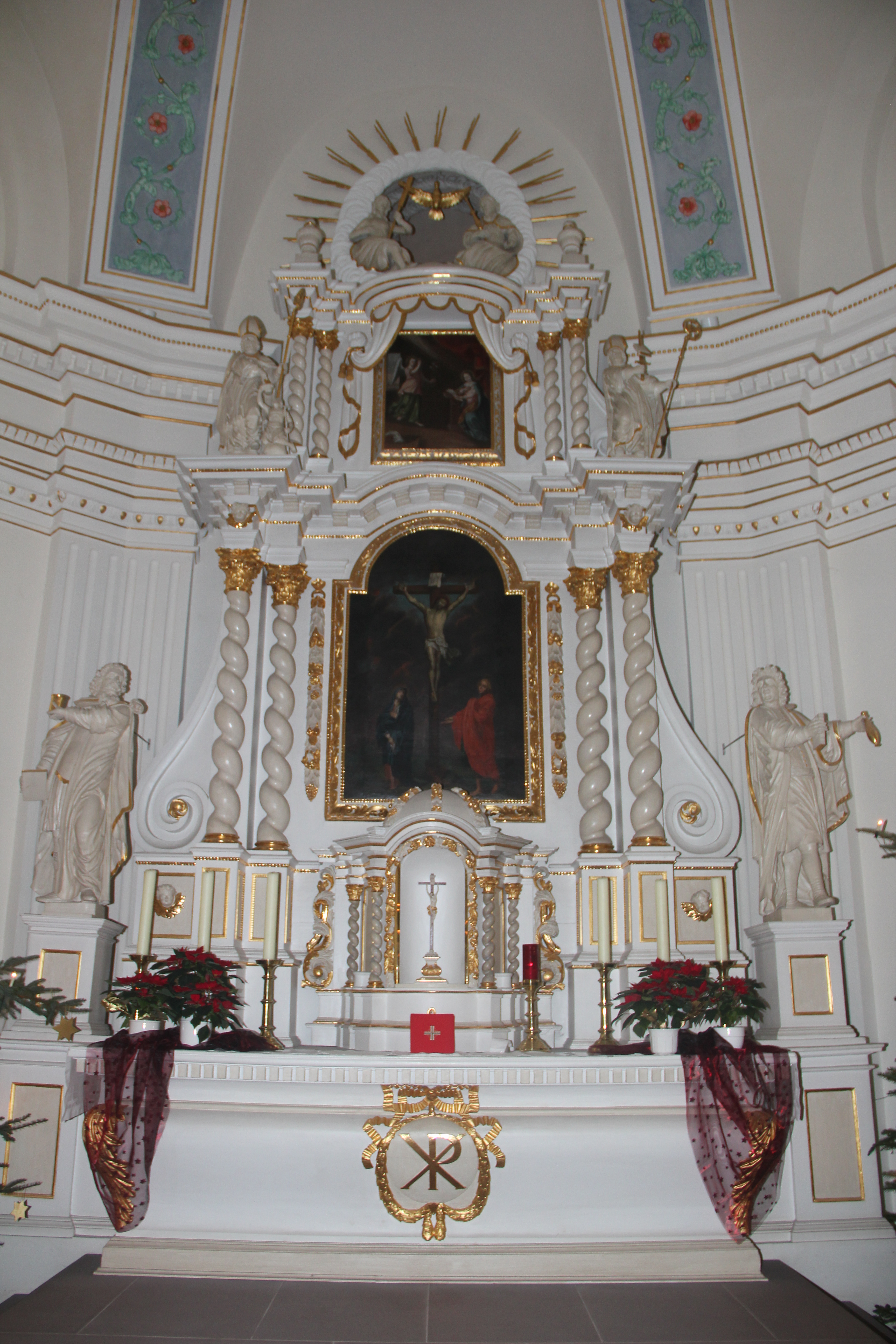
Hoogaltaar St. Cosmas en Damianuskerk, Bilshausen
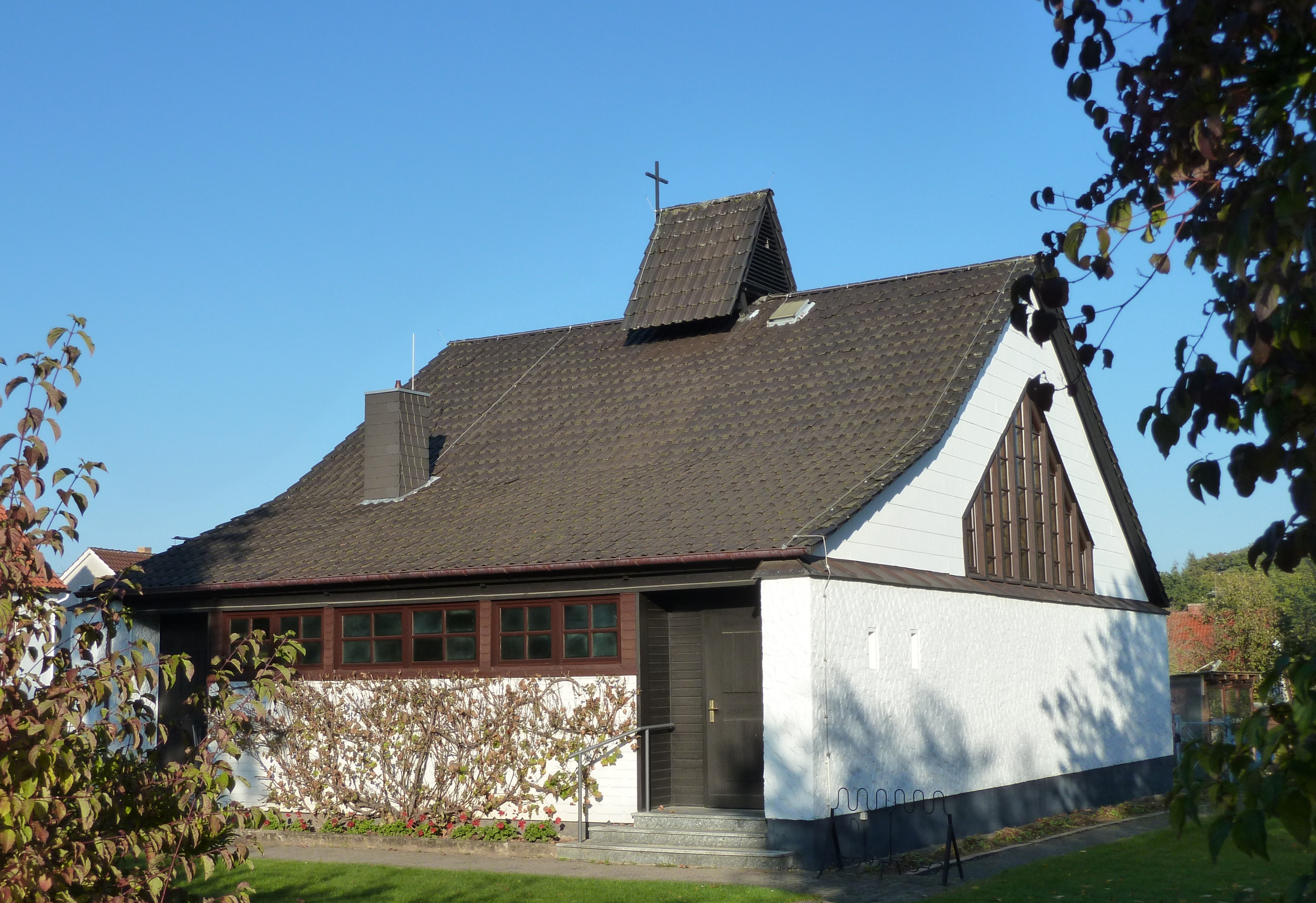
Evangelisch-luthersee Pauluskerk Bilshausen (1951)
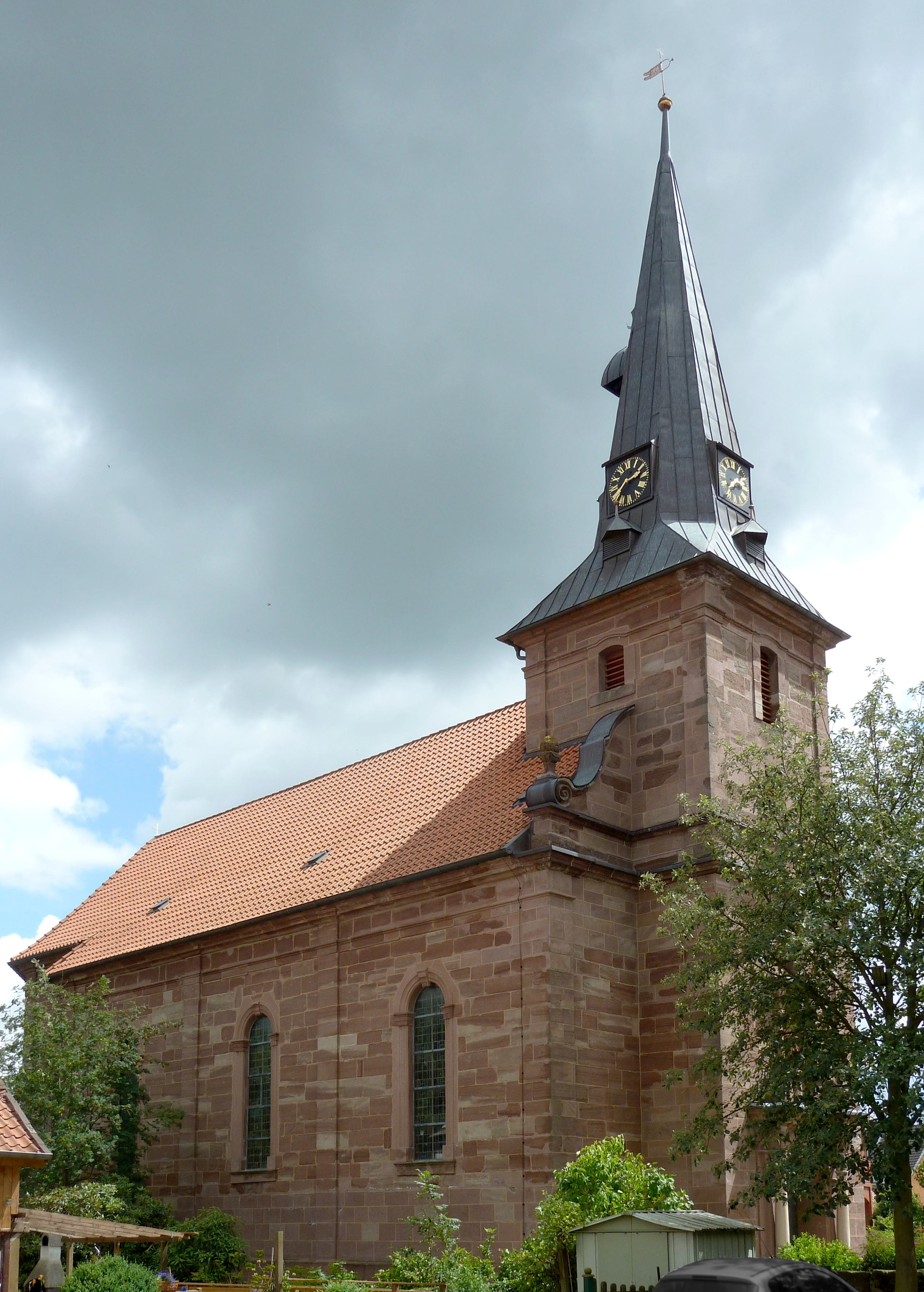
Kerk St. Mattheüs, Bodensee (eind 18e eeuw)
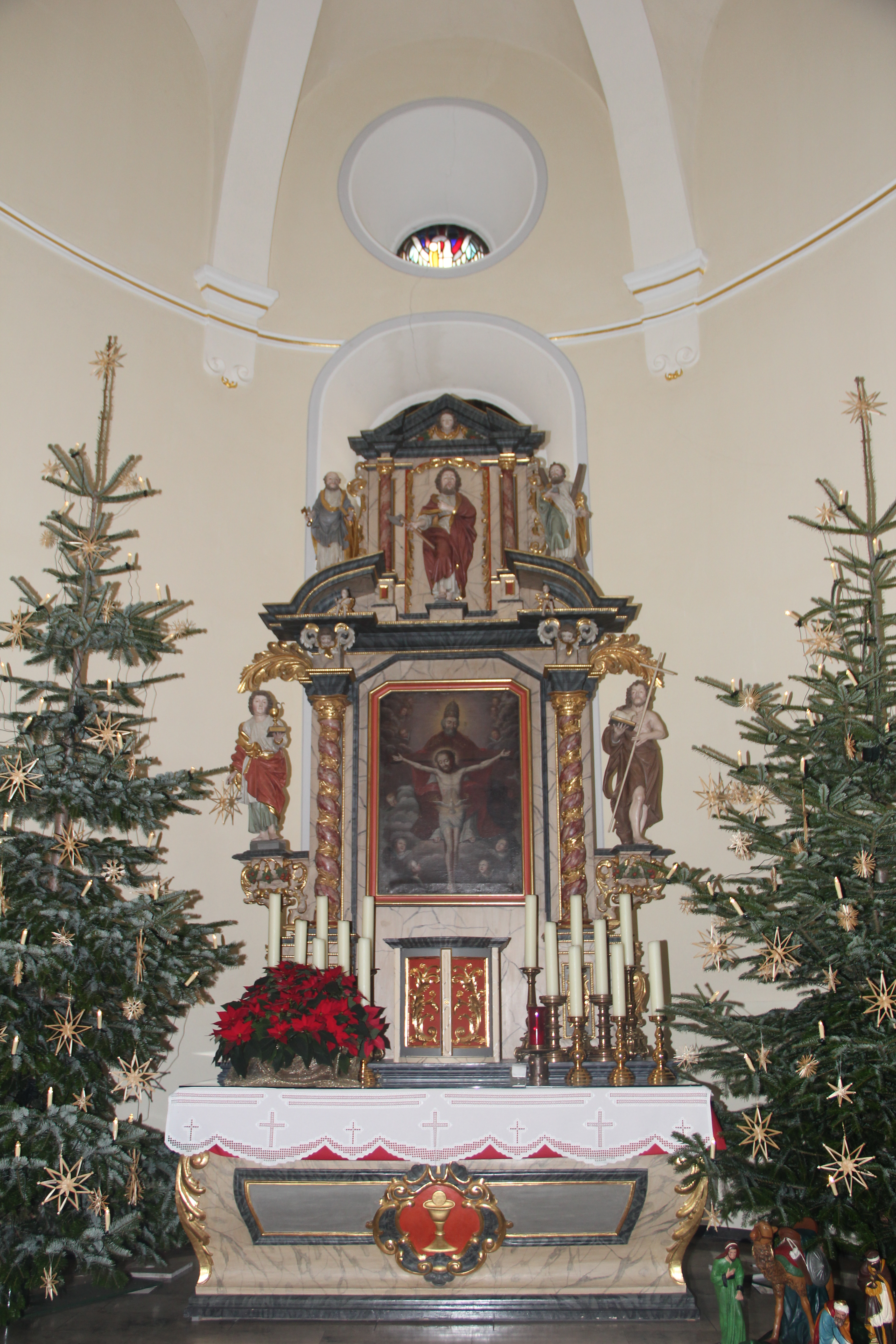
Hoogaltaar kerk St. Mattheüs, Bodensee
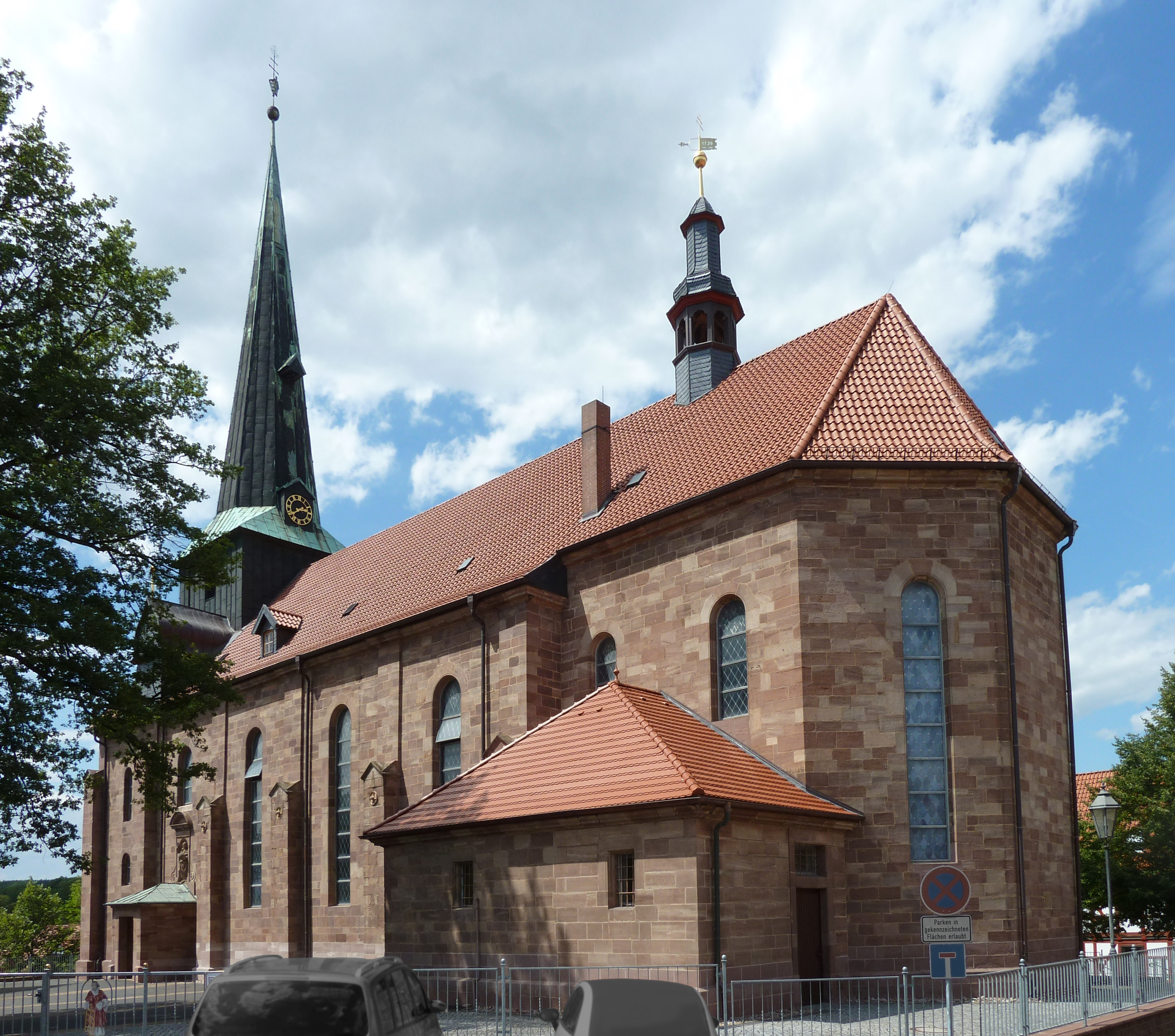
R.K. St. Laurentiuskerk, Gieboldehausen (1441, in de 18e eeuw tweemaal ingrijpend in barokstijl verbouwd); de kerk heeft een bezienswaardig interieur[3].
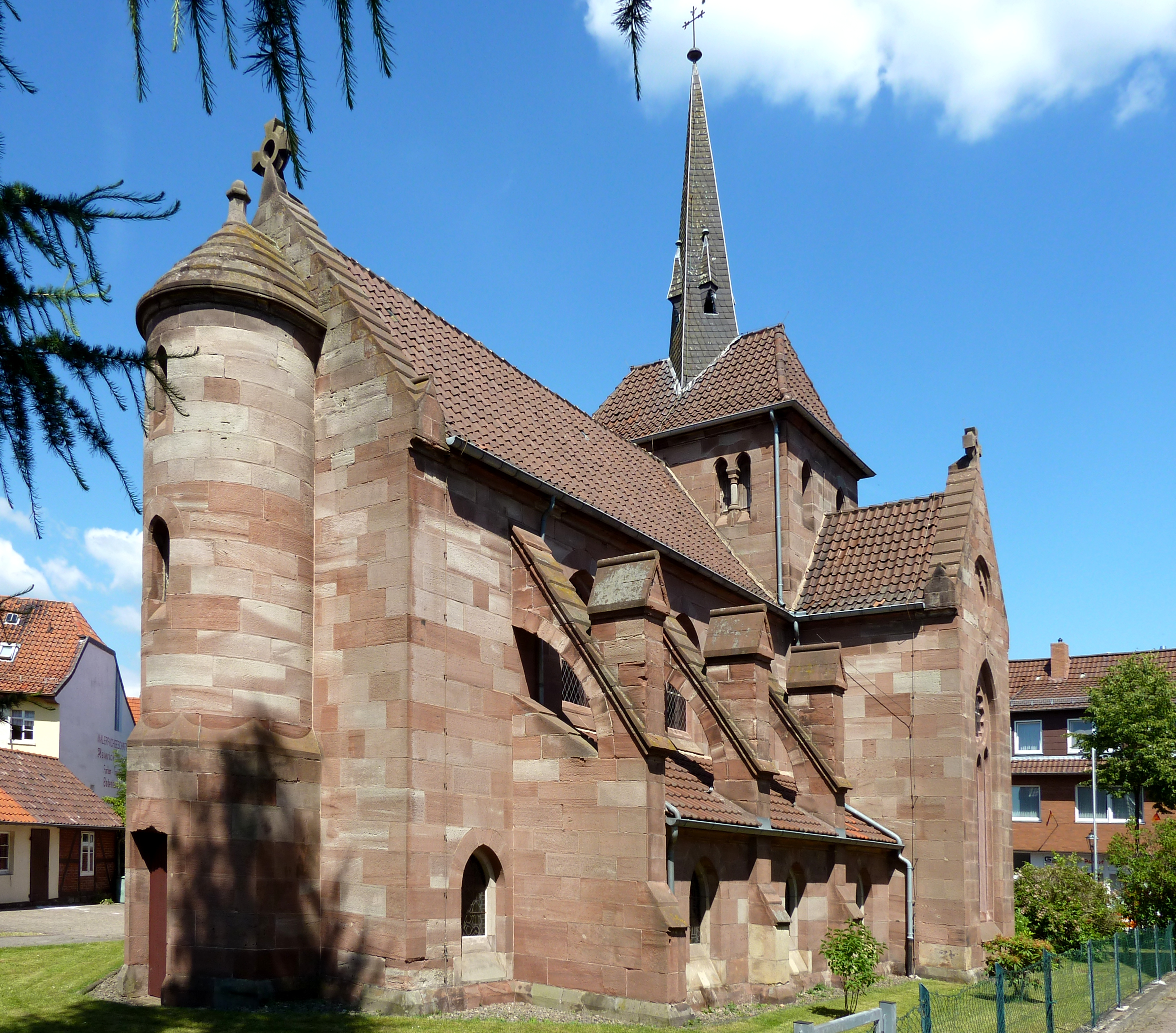
De in 1877 in de stijl der neogotiek  gebouwde ev-luth. Gustaaf-Adolfkerk, Gieboldehausen
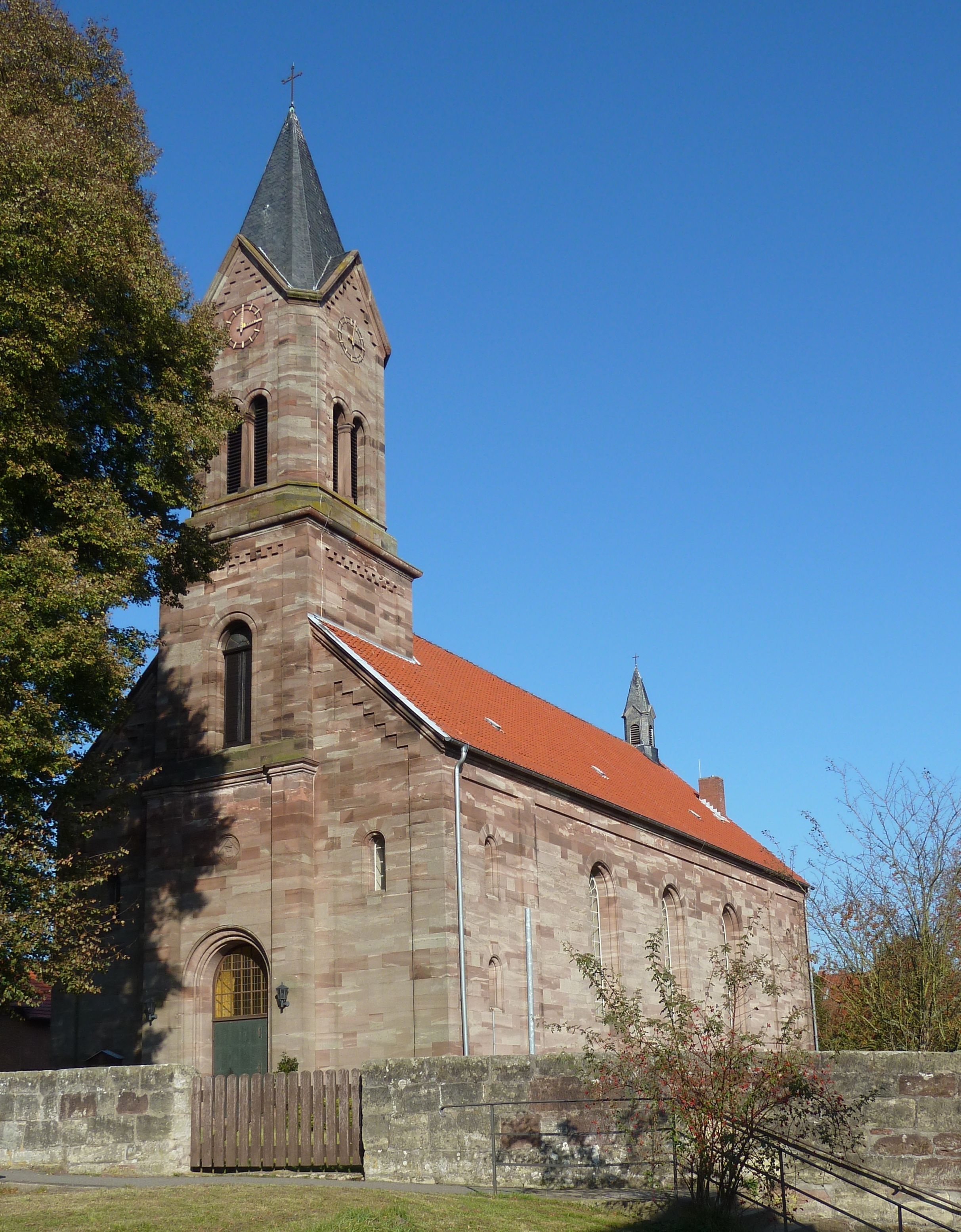
Bedevaartskerk te Renshausen Maria Geboorte (1851)
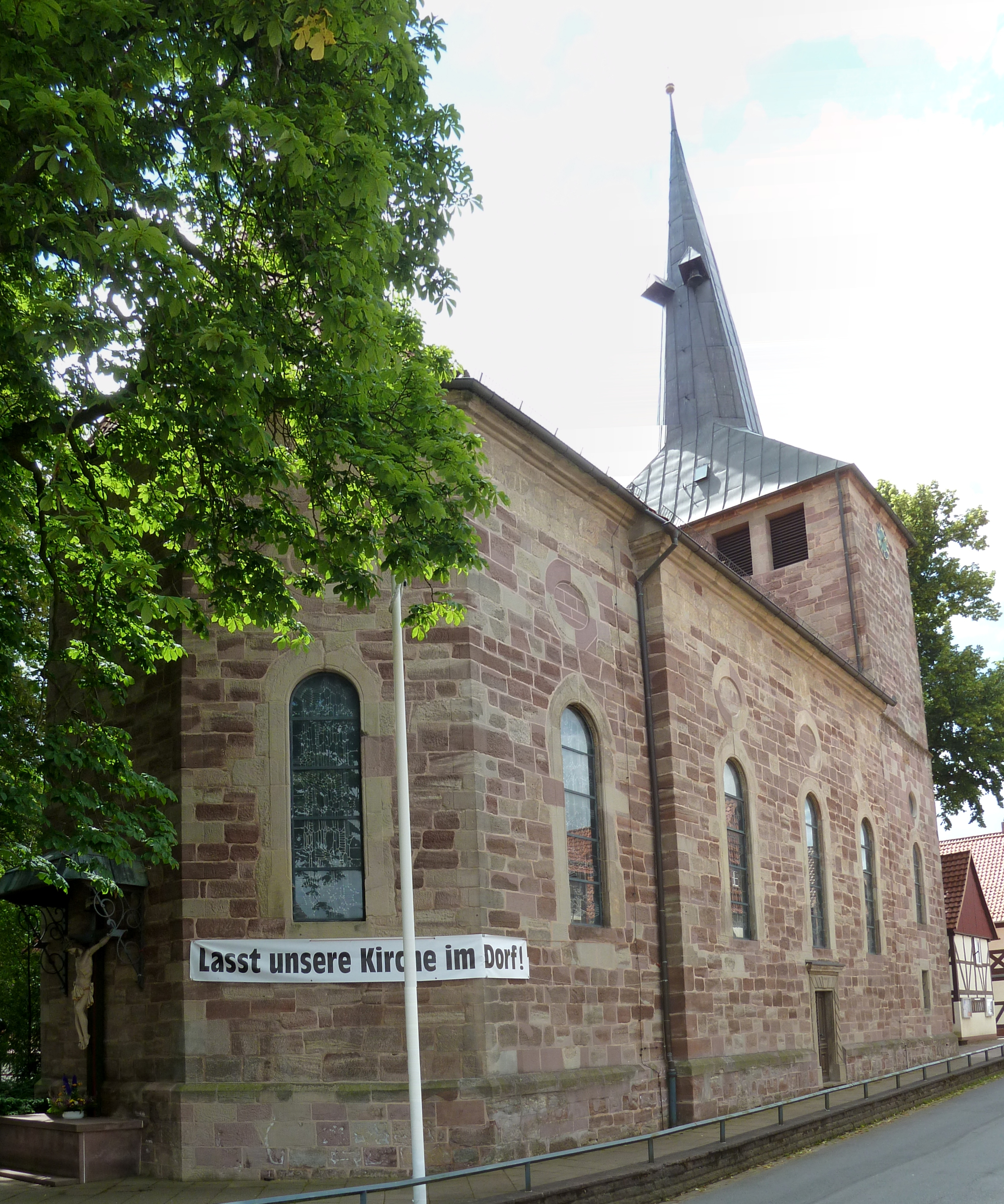
Krebeck, R.K. St. Alexander-en-Broederskerk (1716-1724)
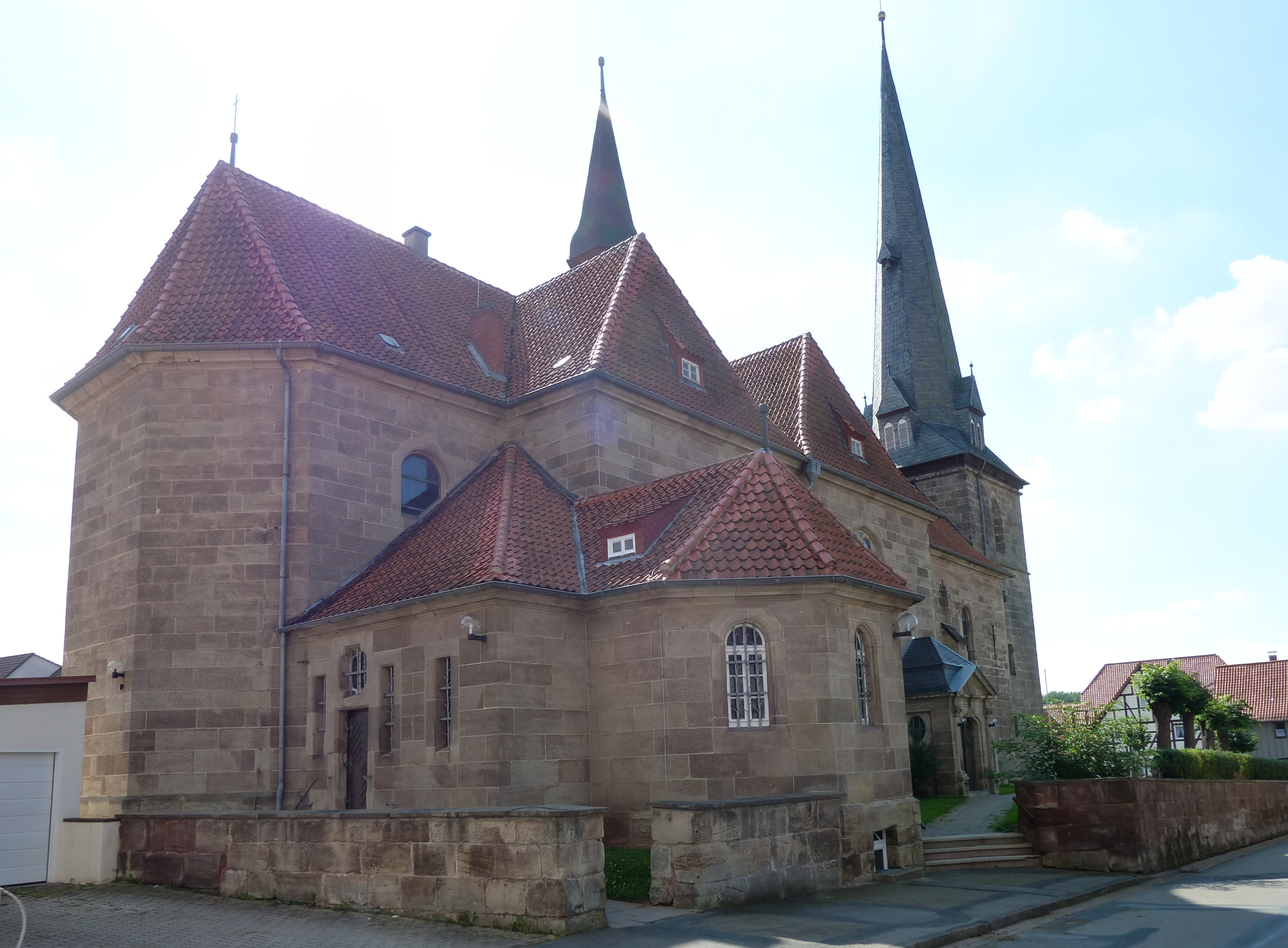
St.Blasiuskerk, Obernfeld, bouwjaar 1629, met rijk barokinterieur (1)
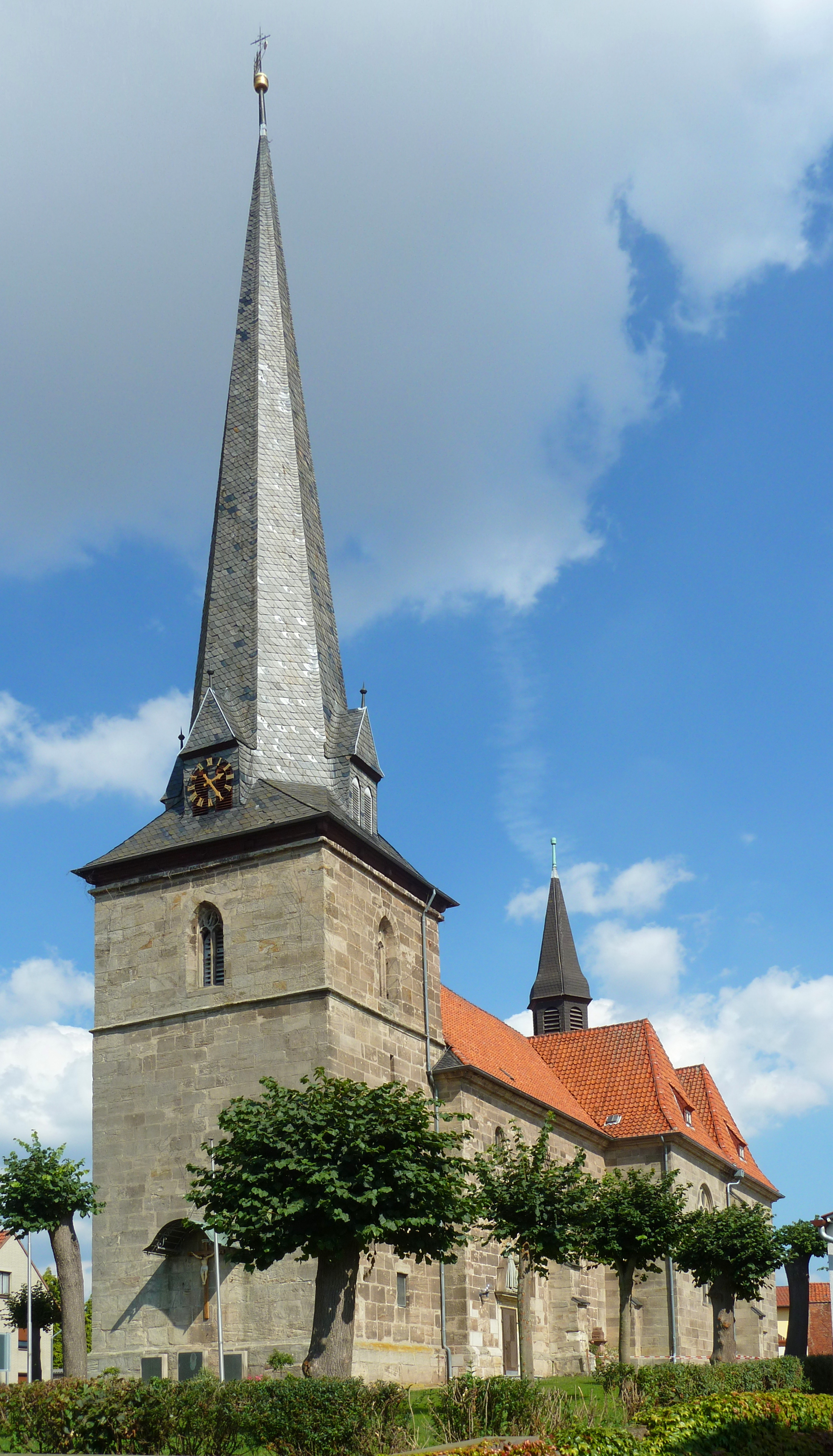
St.Blasiuskerk, Obernfeld (2)
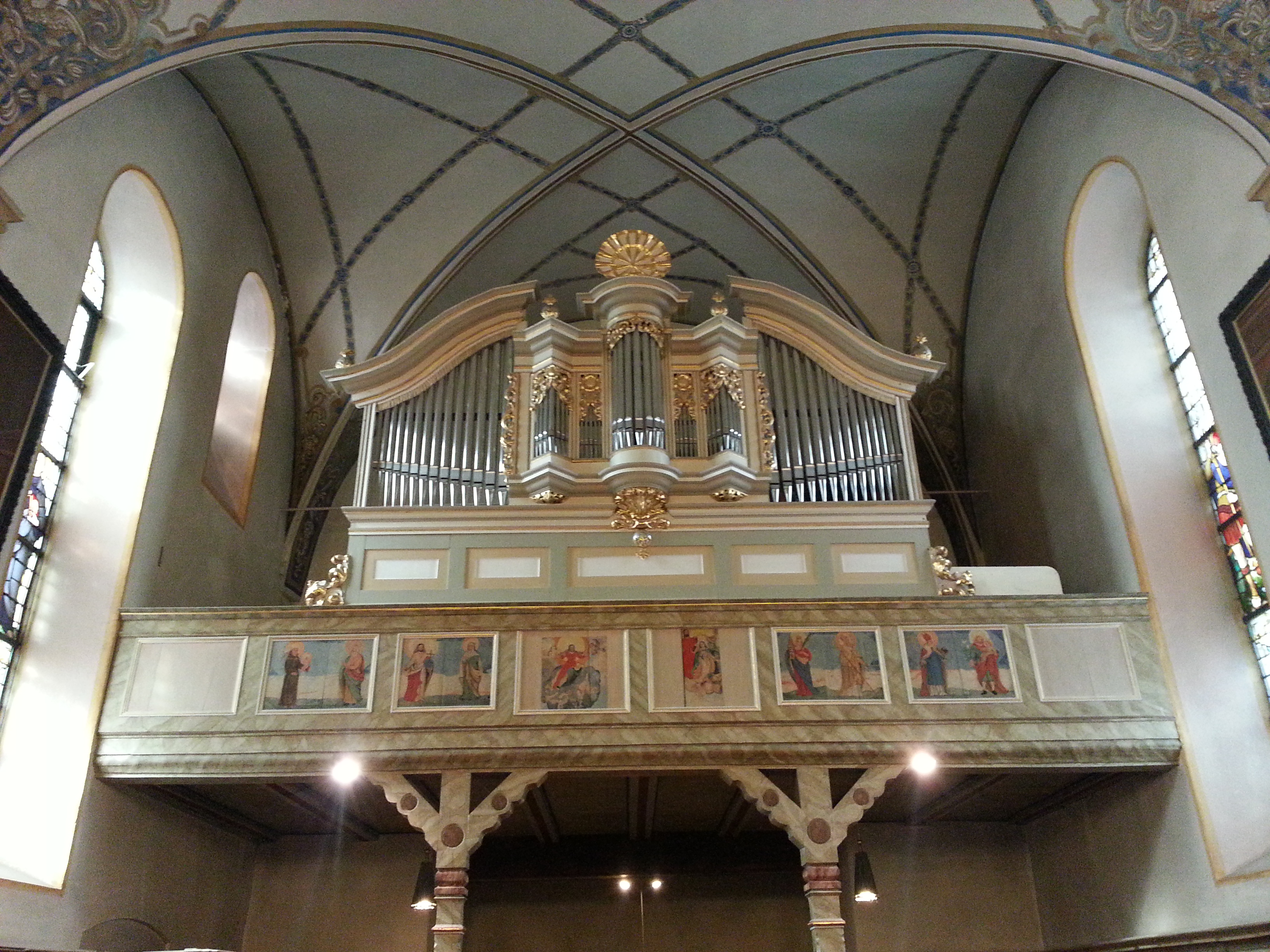
St.Blasiuskerk, Obernfeld, orgelfront uit 1723 (het orgel zelf dateert van plm.1916)
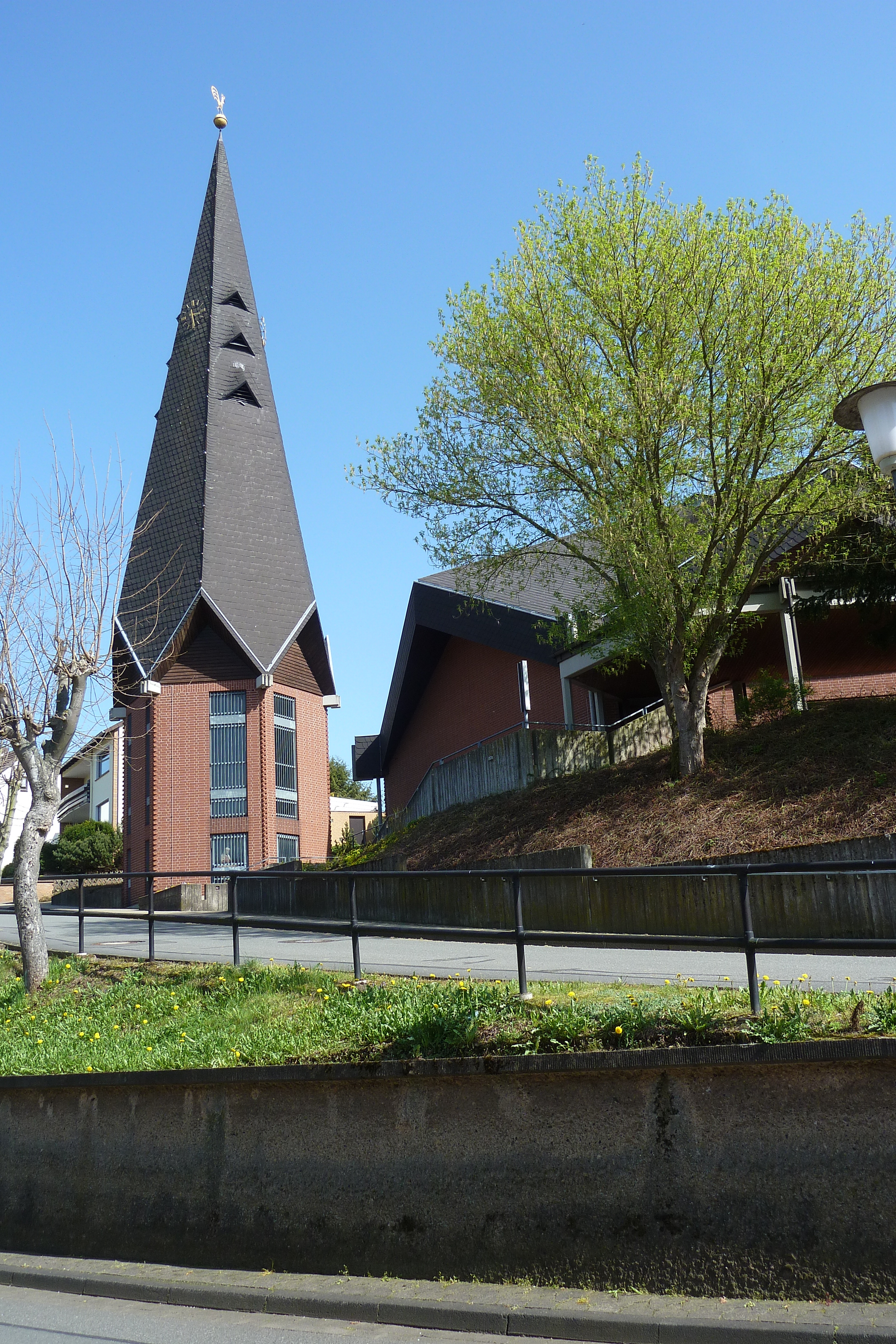
St. Sebastiaankerk, Rhumspringe (1977); de kerk bevat een 18e-eeuws barok altaarretabel.
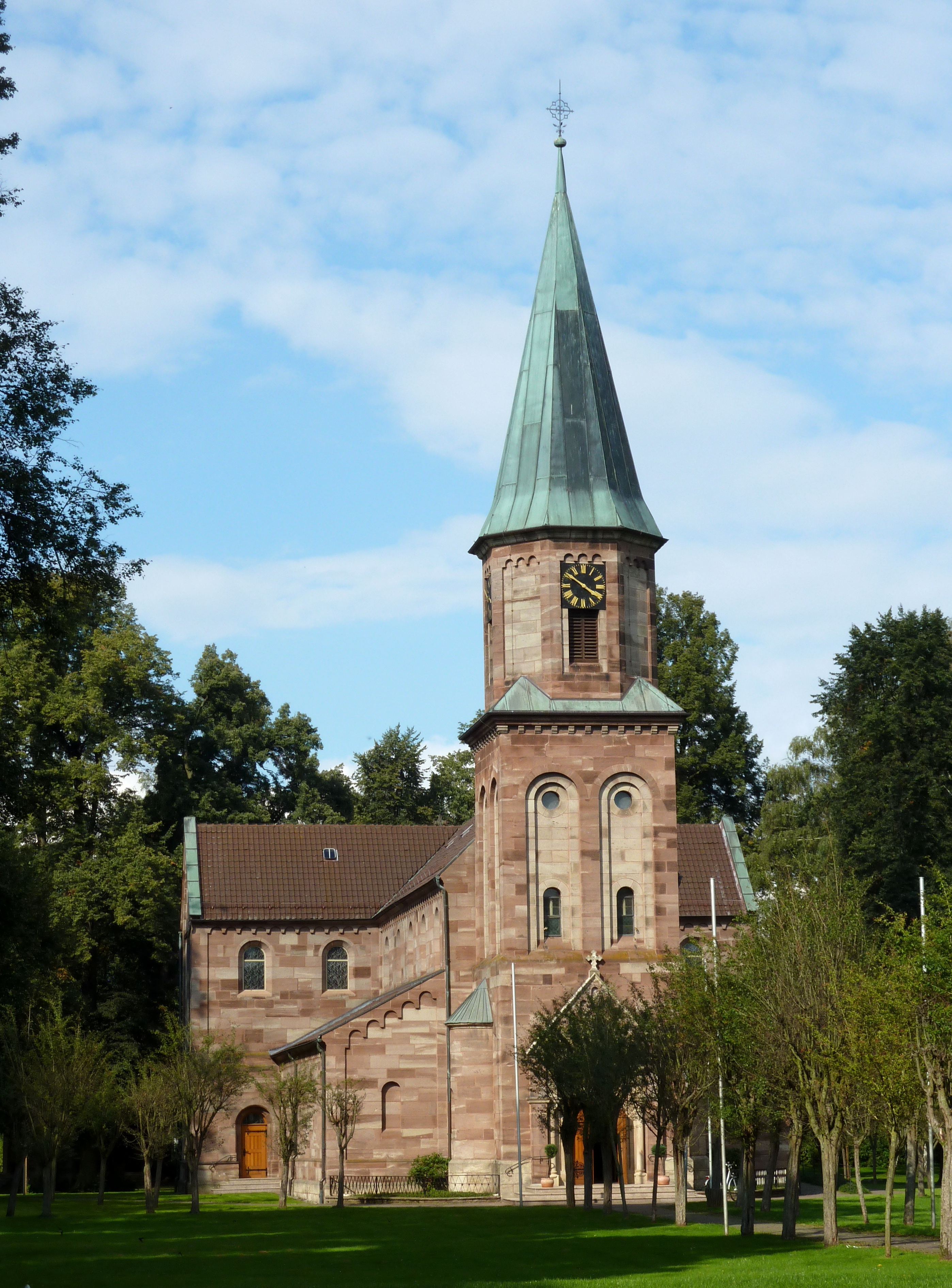
Bedevaartskerk Maria Boodschap te Germershausen (1889)
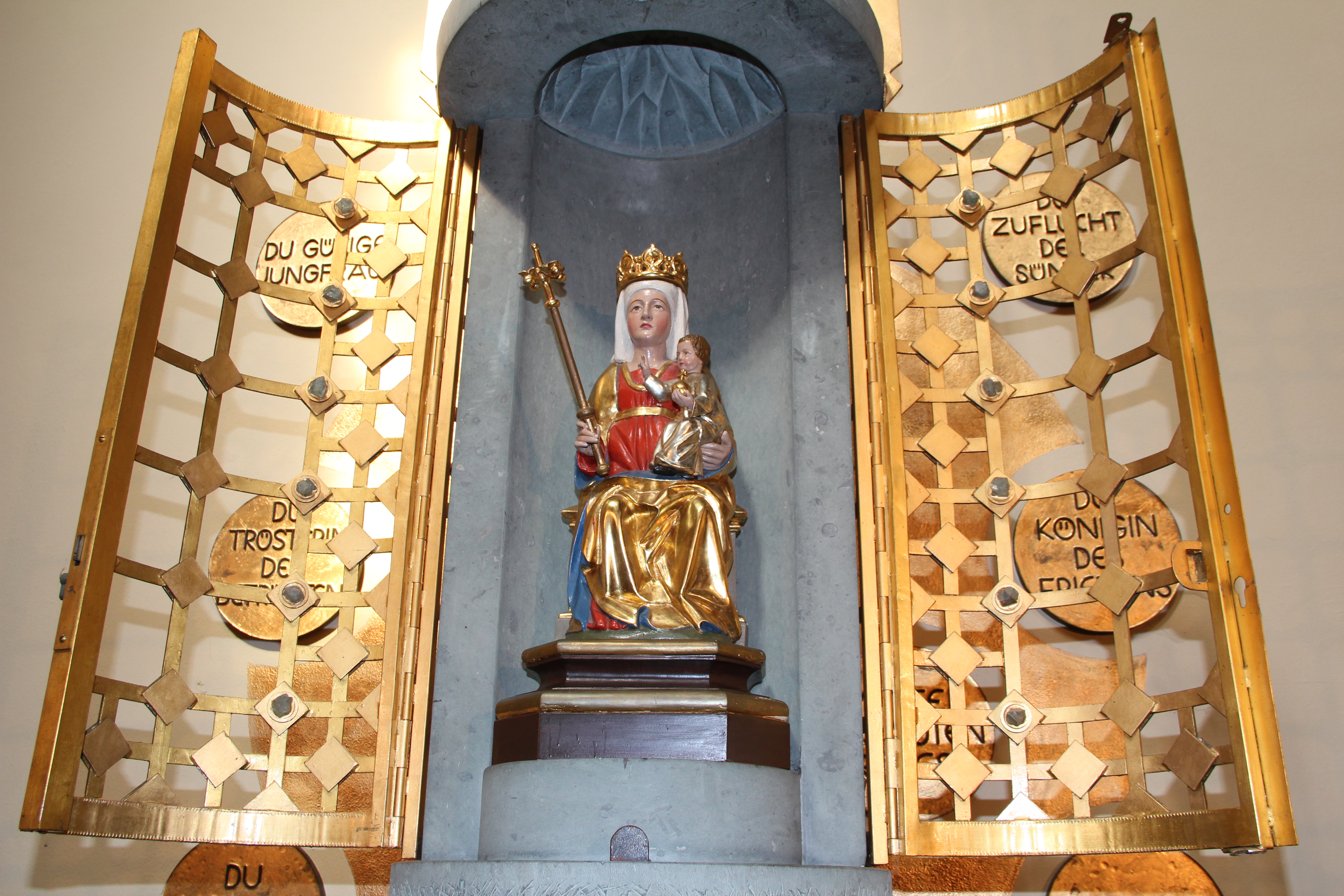
Bedevaartskerk Maria Boodschap te Germershausen: het 15e-eeuwse Mariabeeld, waaraan wonderen zijn toegeschreven.
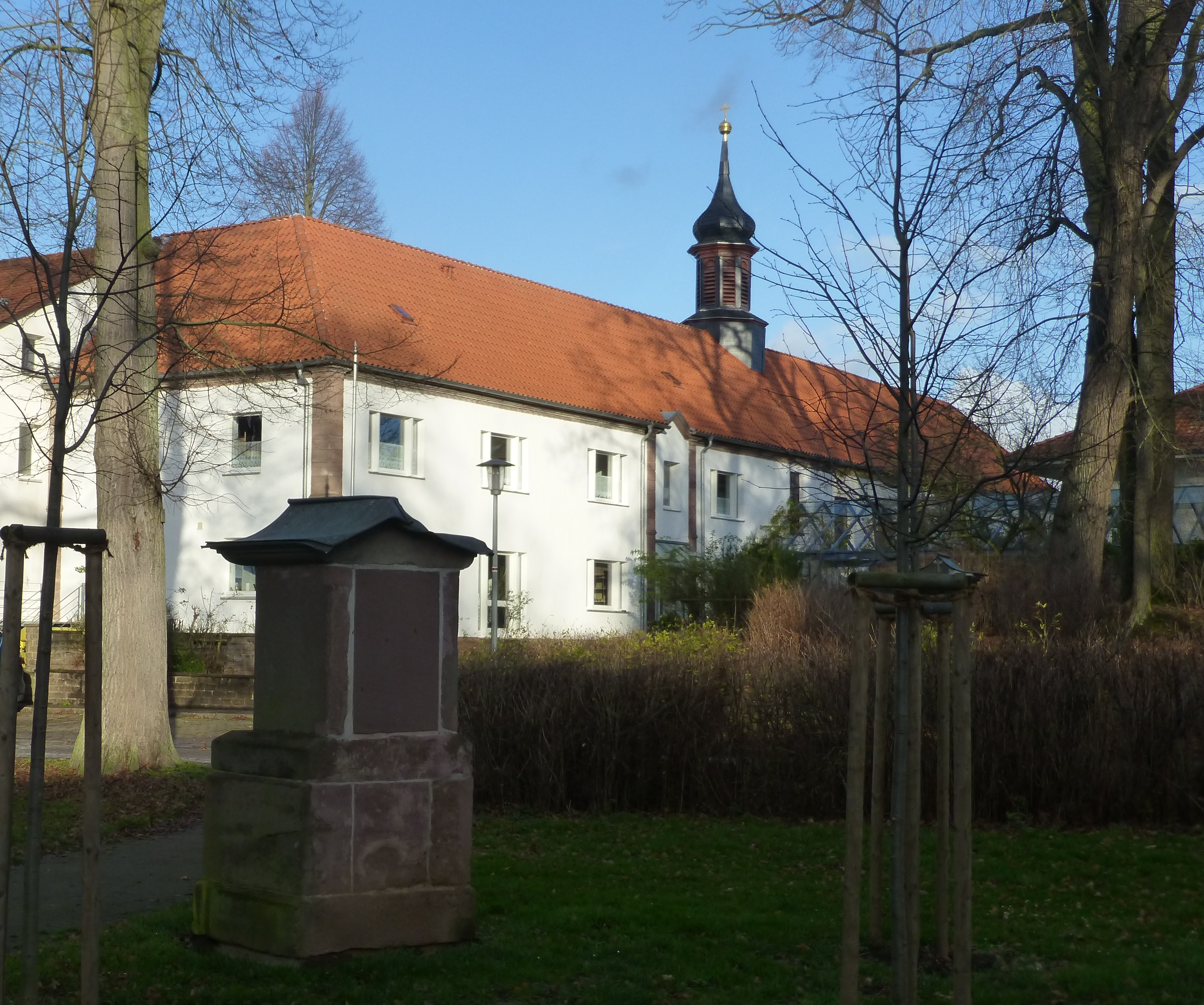
Klooster Germershausen
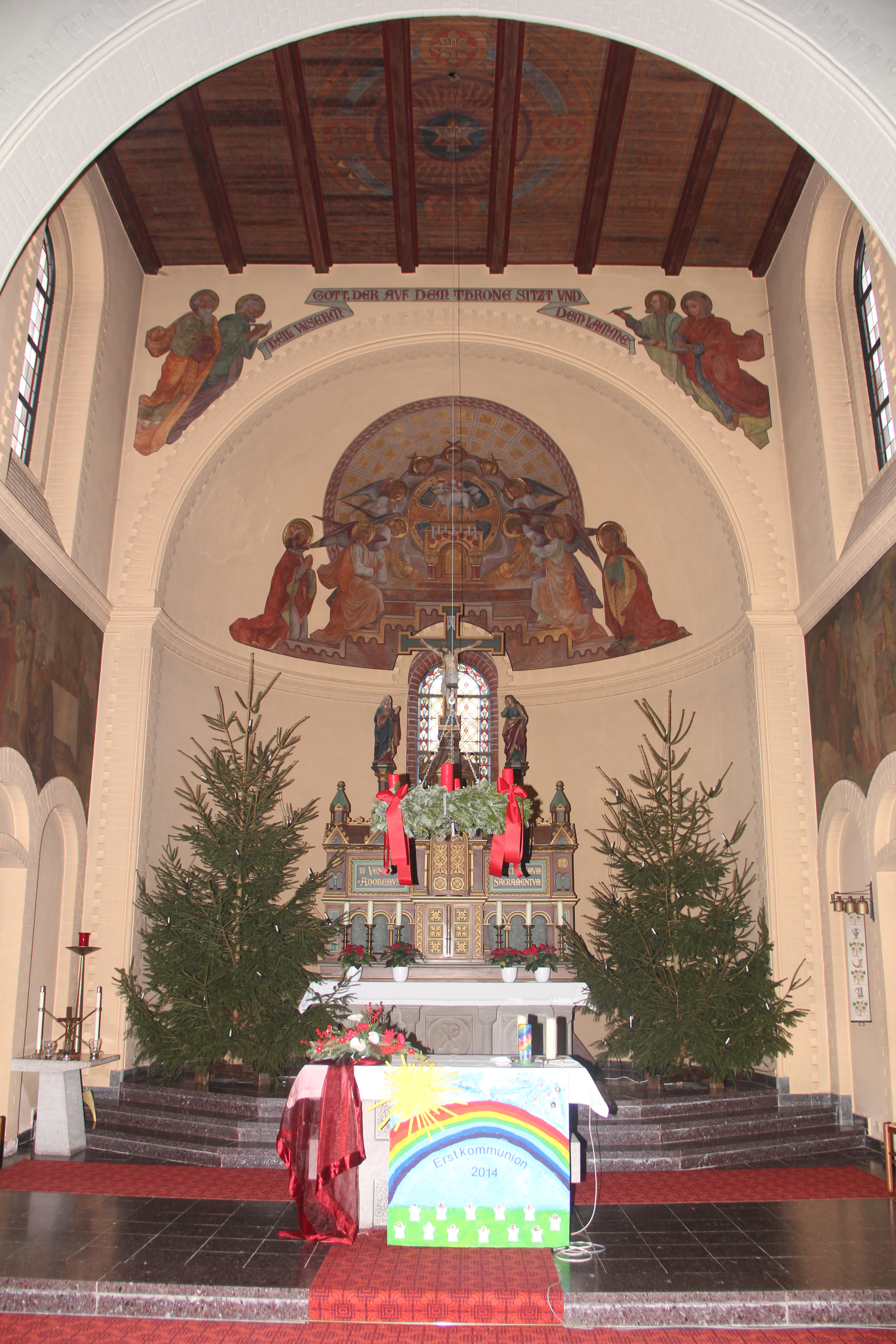
Koor van de in 1903 voltooide St. Margaretakerk[4] in Rollshausen
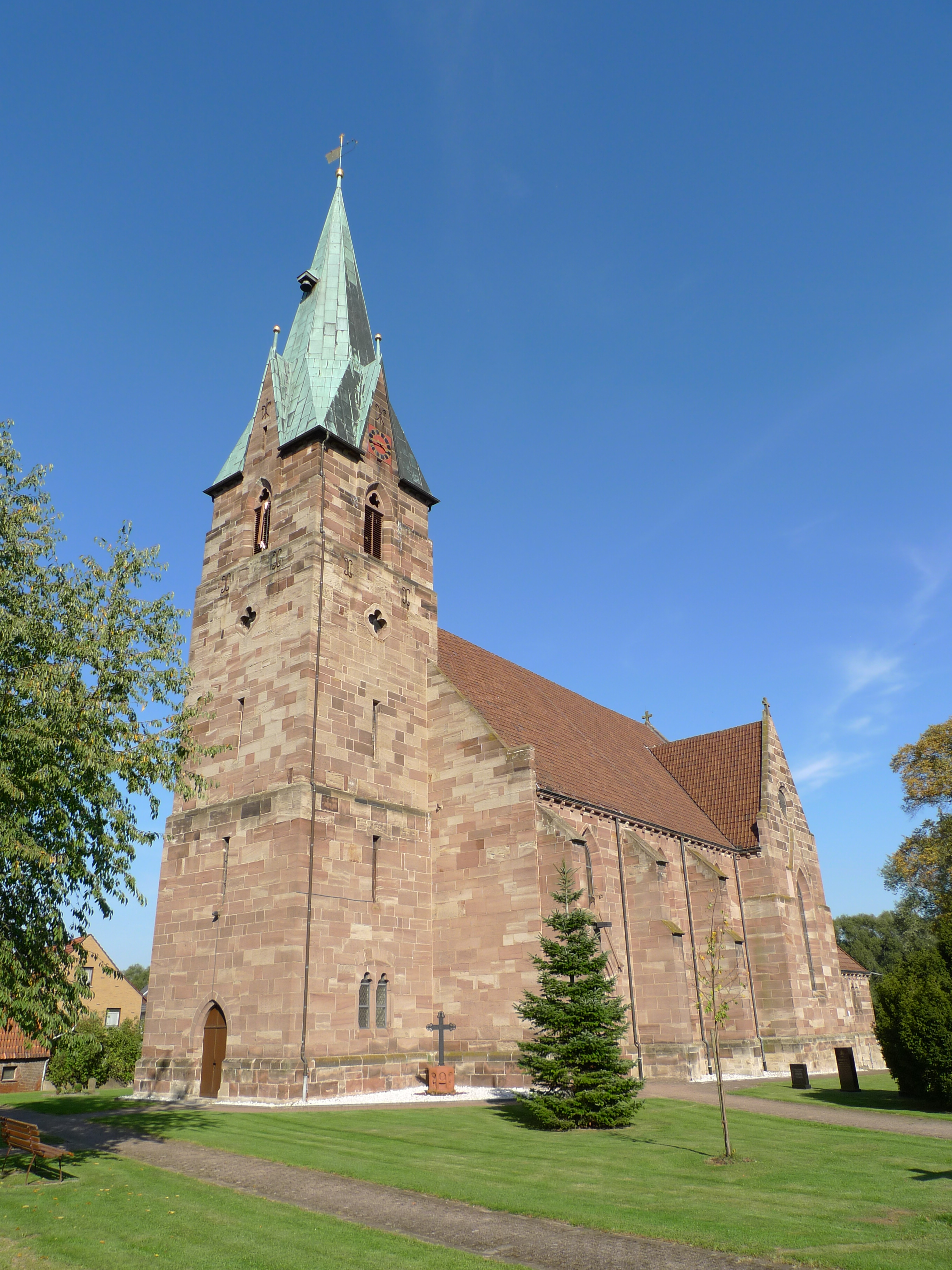
St. Andreaskerk te Rüdershausen (1869)
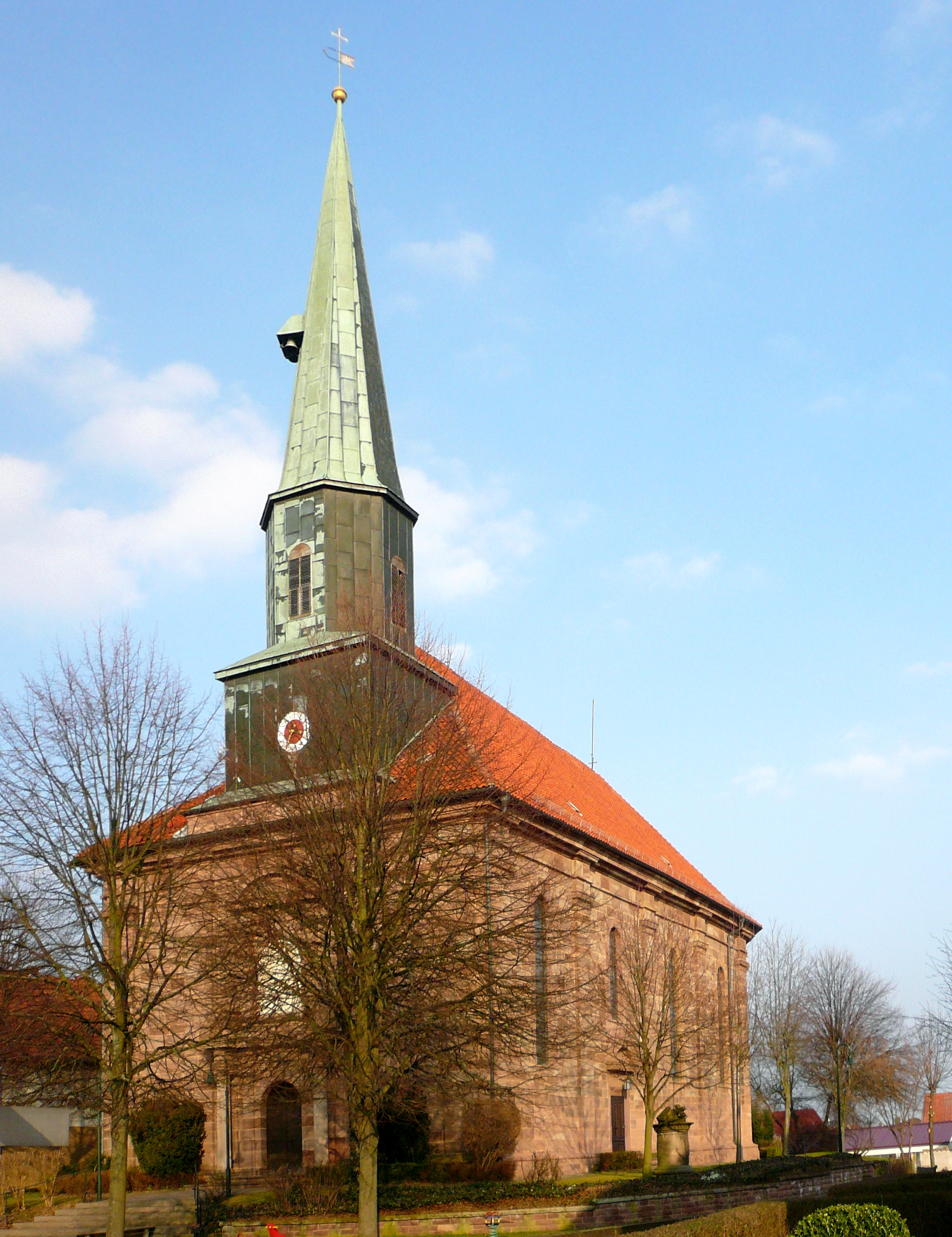
St.-Joriskerk Wollbrandshausen (1796)
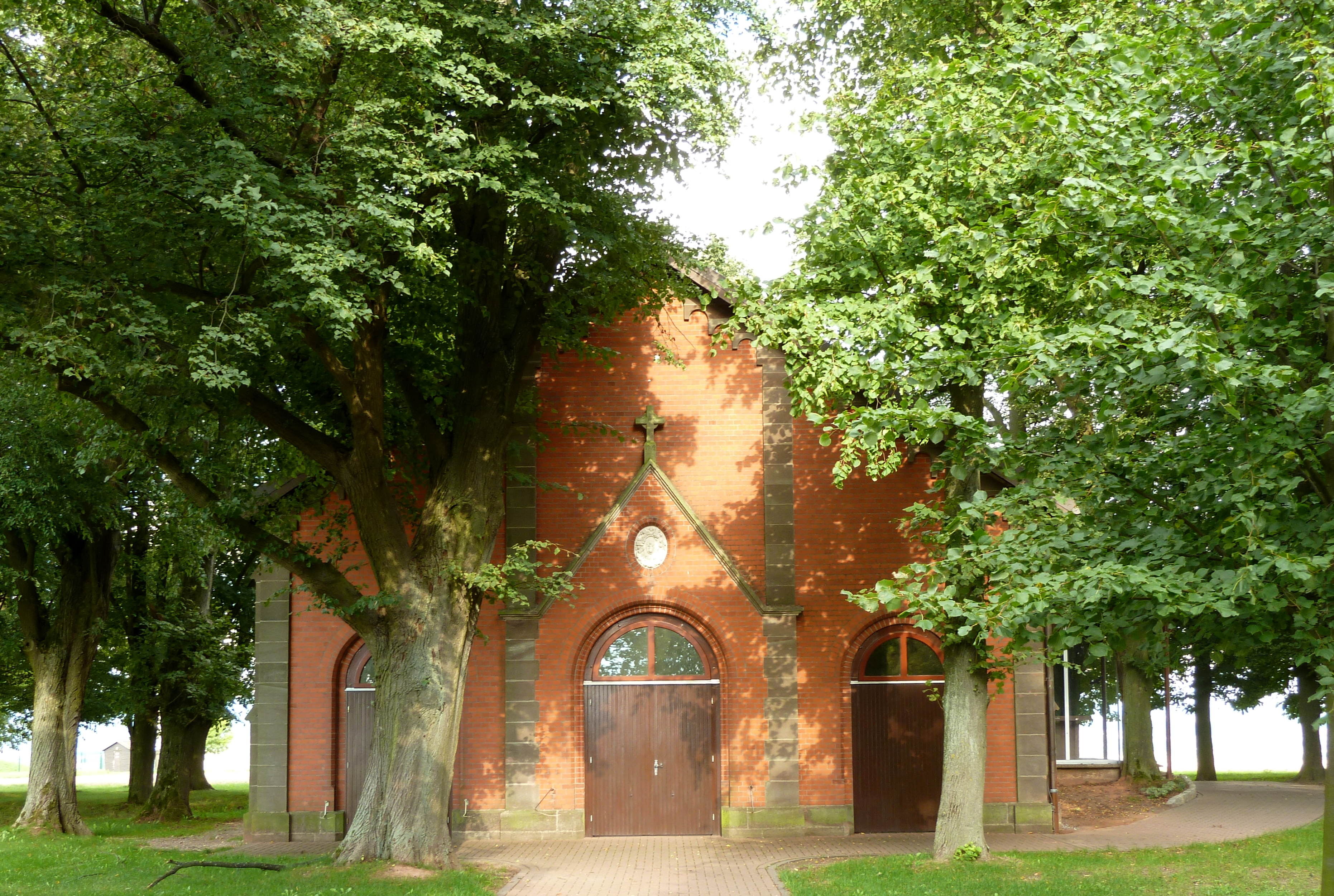
Bedevaartskapel  Veertien Heiligen, Höherberg bij Wollbrandshausen
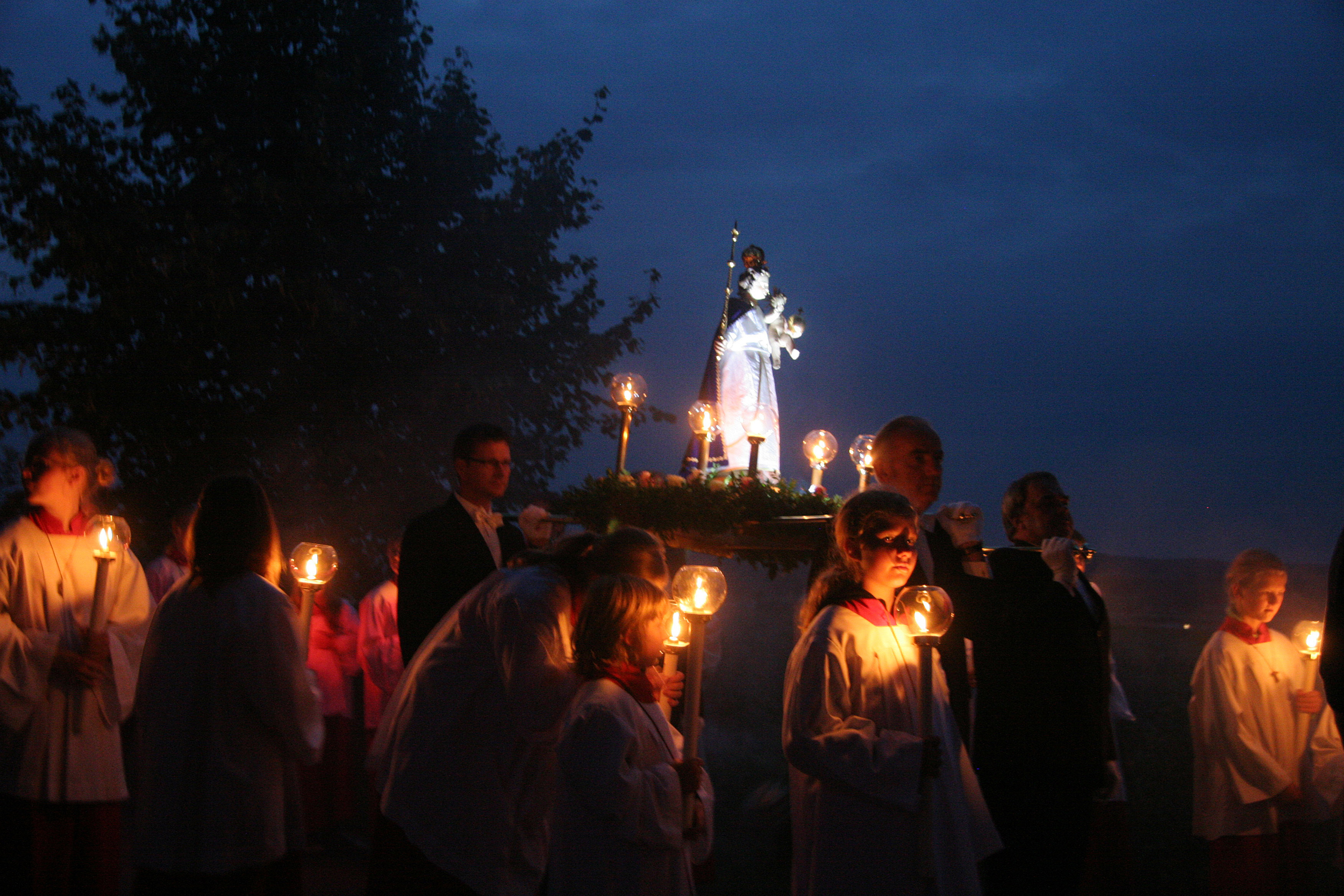
Wollbrandshausen, lichtjesprocessie 2013 op Maria Hemelvaart
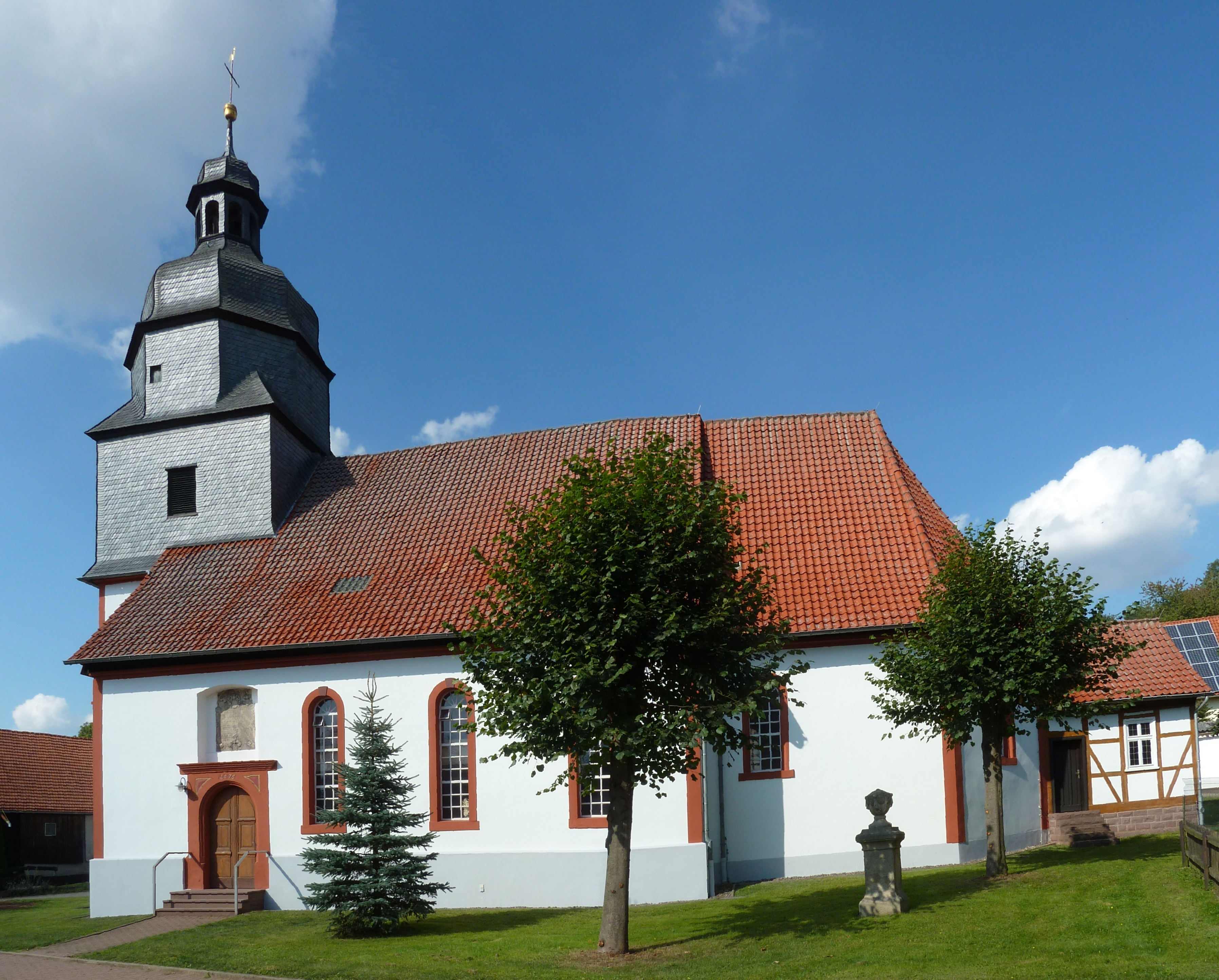
Zijkant van de evangelisch-lutherse Mariakerk te Wollershausen[5] (gebouwd rond 1610)
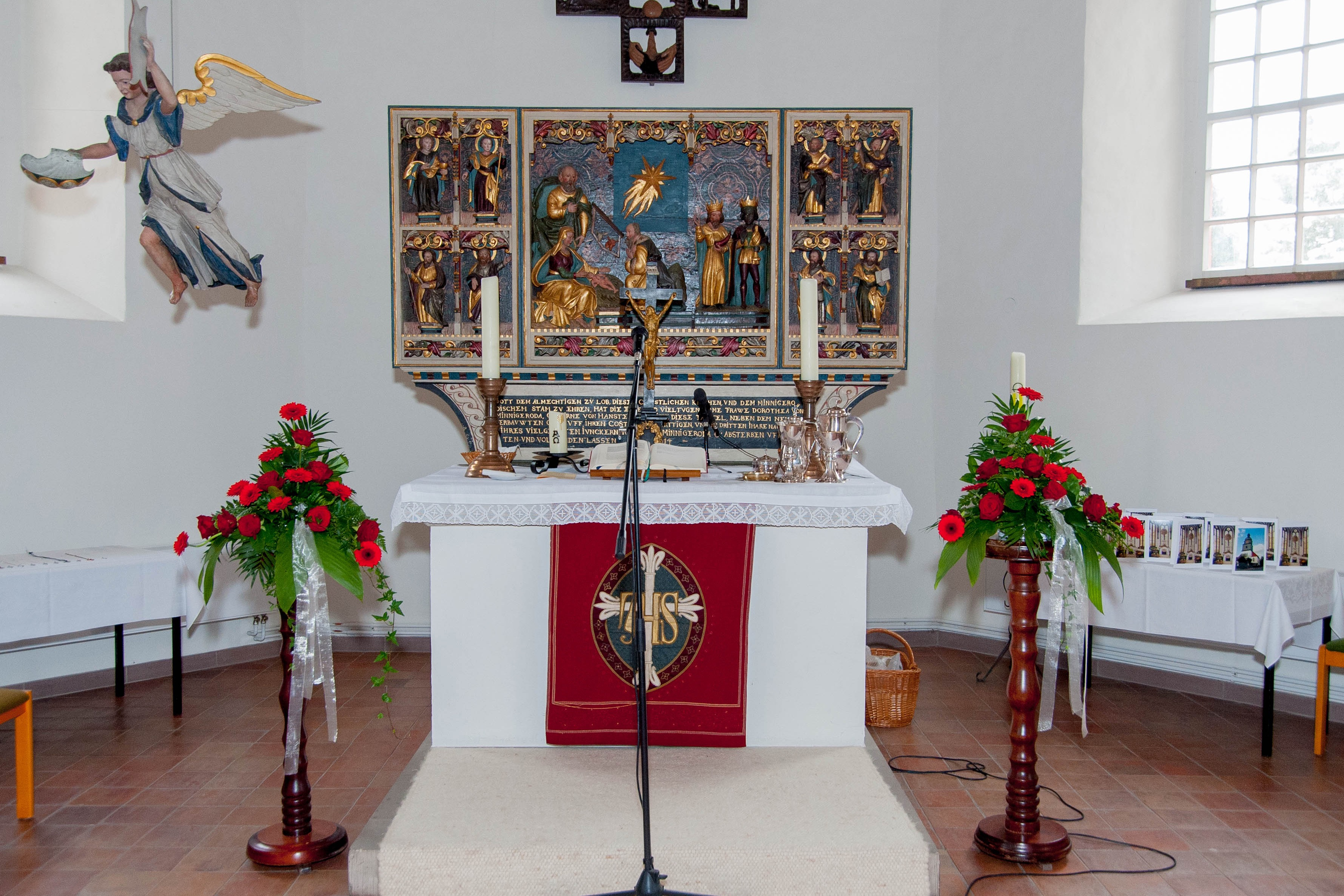
Altaar van de Mariakerk te Wollershausen
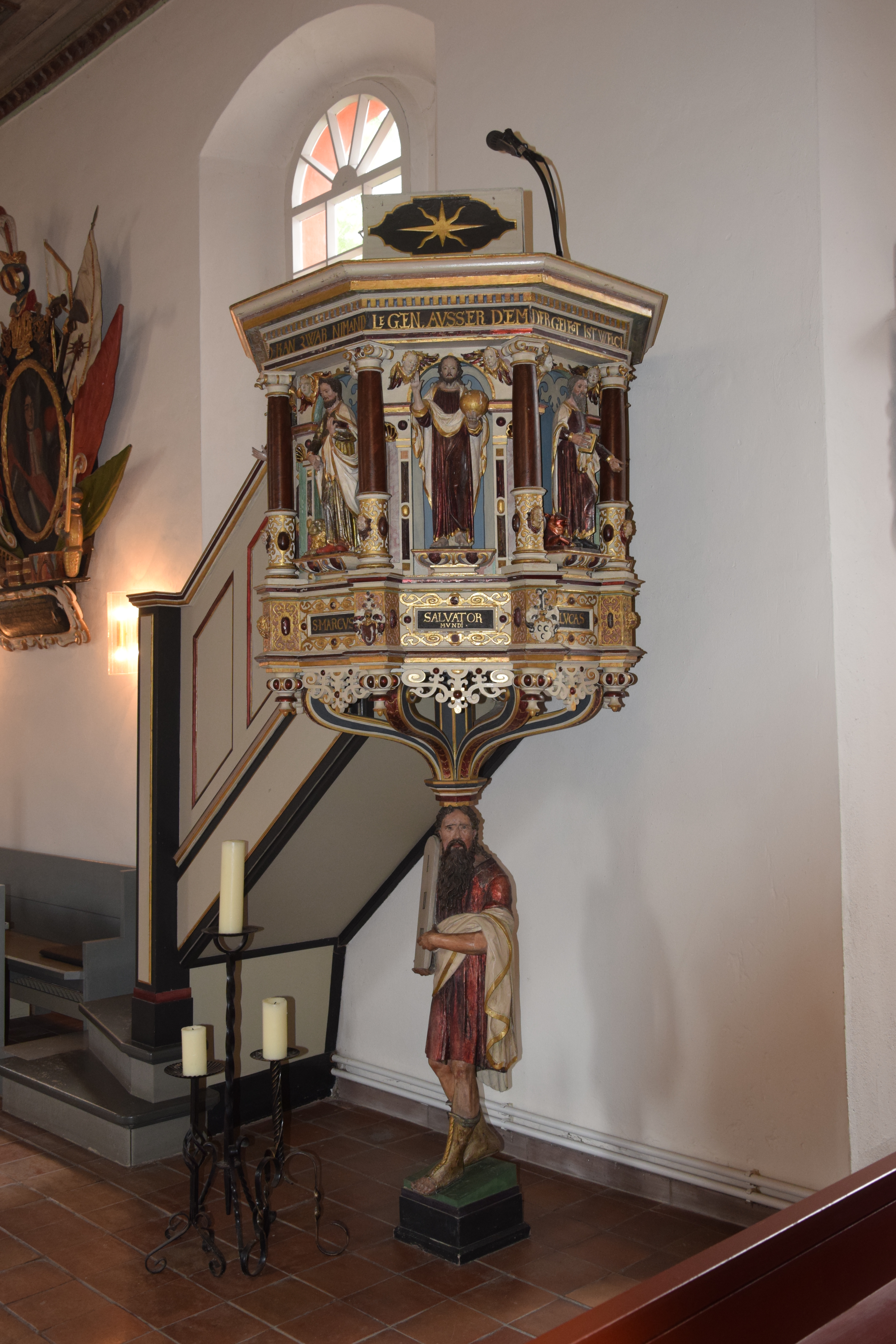
Kansel (1614) met Aanbidding door de Drie Wijzen in de Mariakerk te Wollershausen
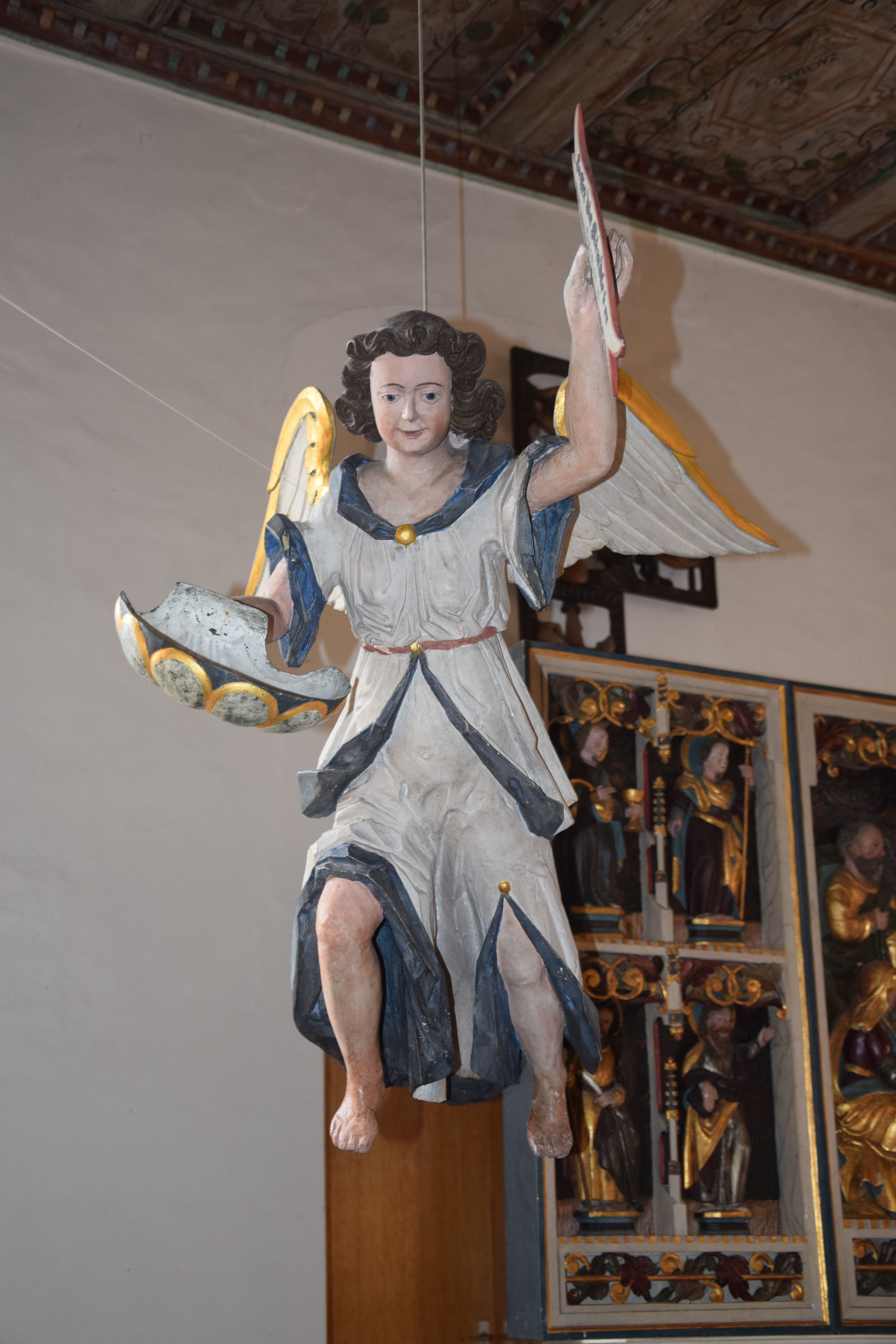
Doopengel (1730) in de Mariakerk te Wollershausen

### Overige

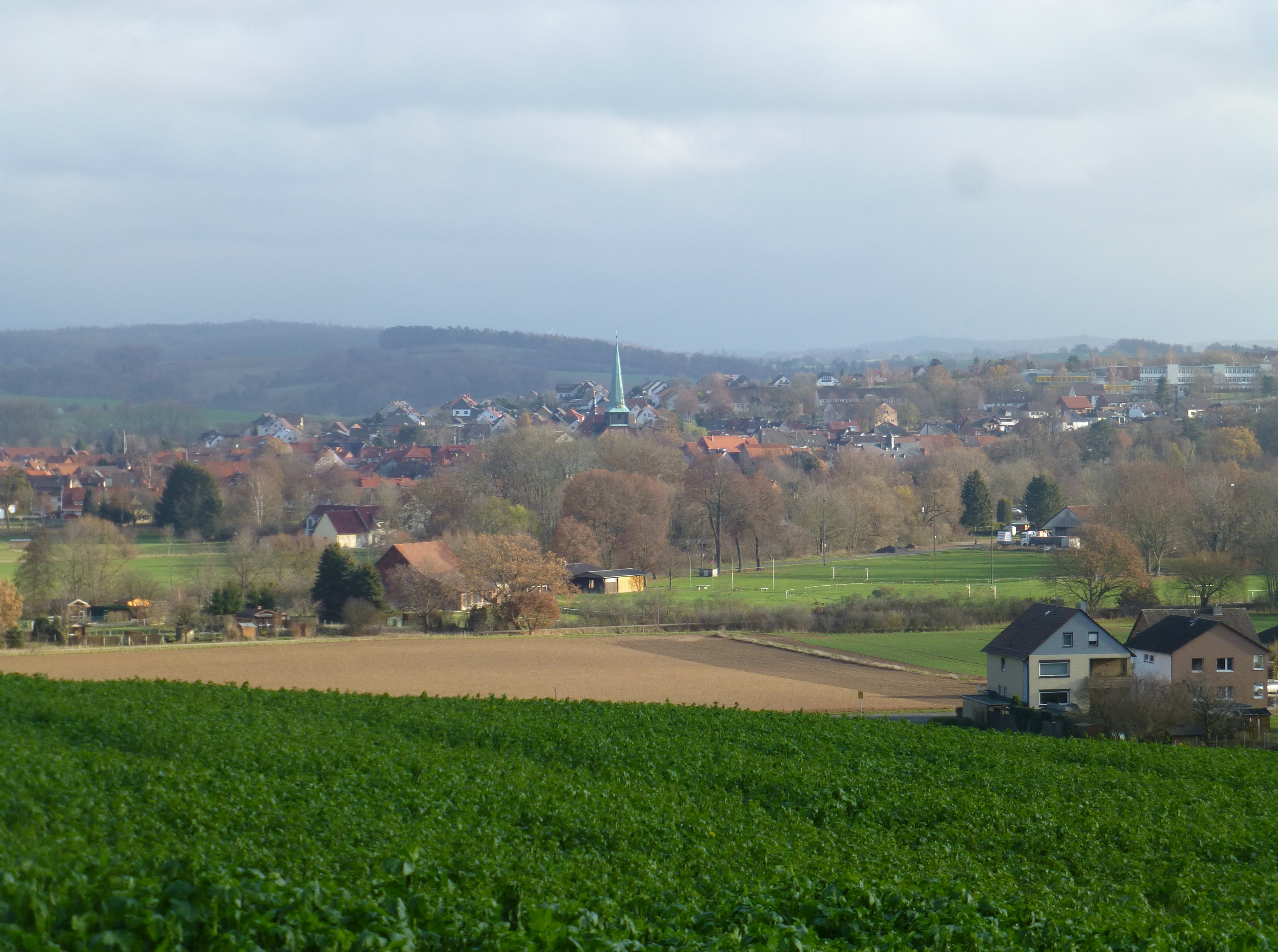
Uitzicht op Gieboldehausen vanaf de Kleine Lohberg
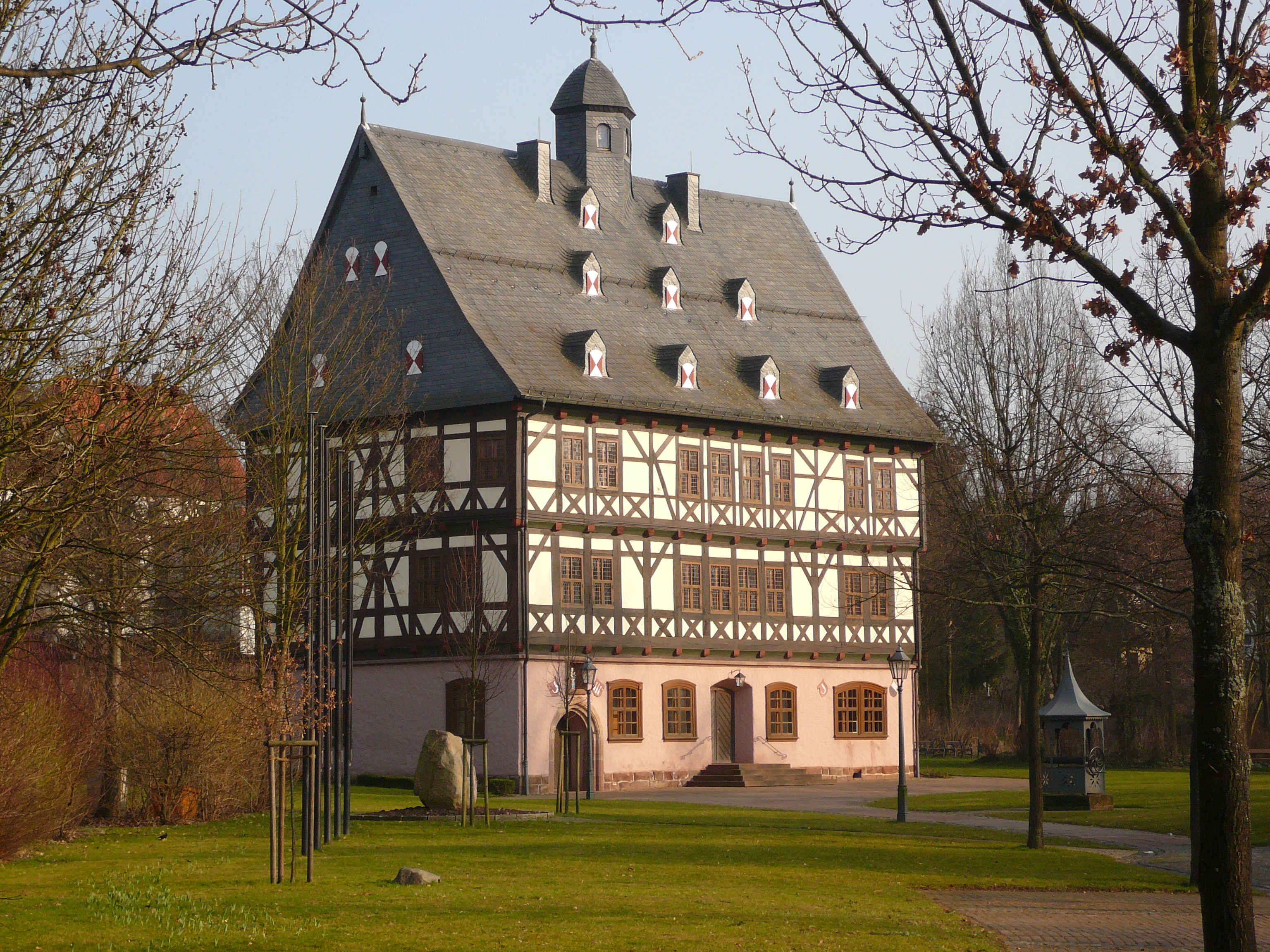
Het kort na 1500 gebouwde Ambtsherenhuis van de  Von Minnigerodes, ook wel het kasteel van Gieboldehausen genoemd
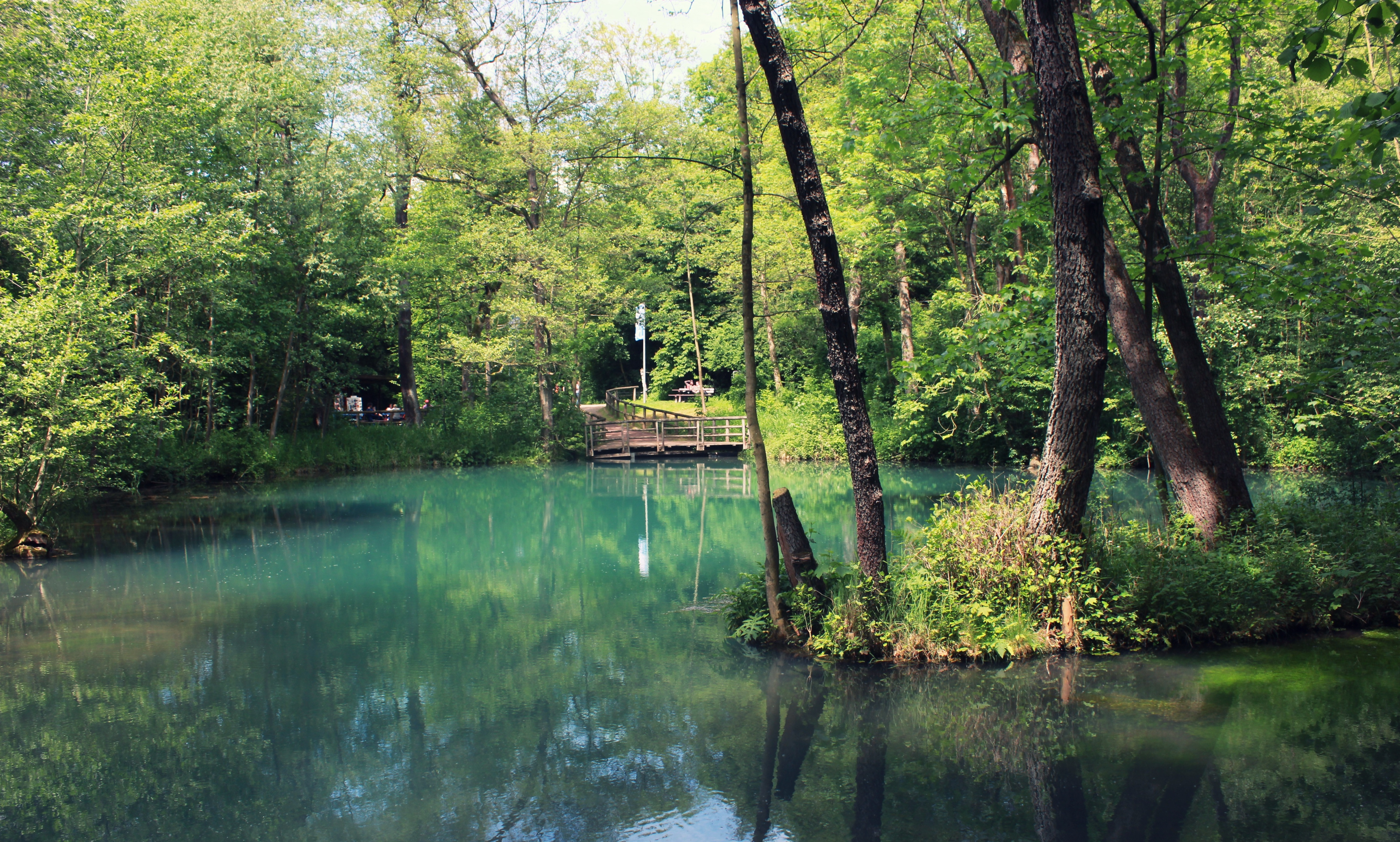
Bron van de Rhume in natuurreservaat Rhumeaue Ellerniederung Gillersheimer Bachtal
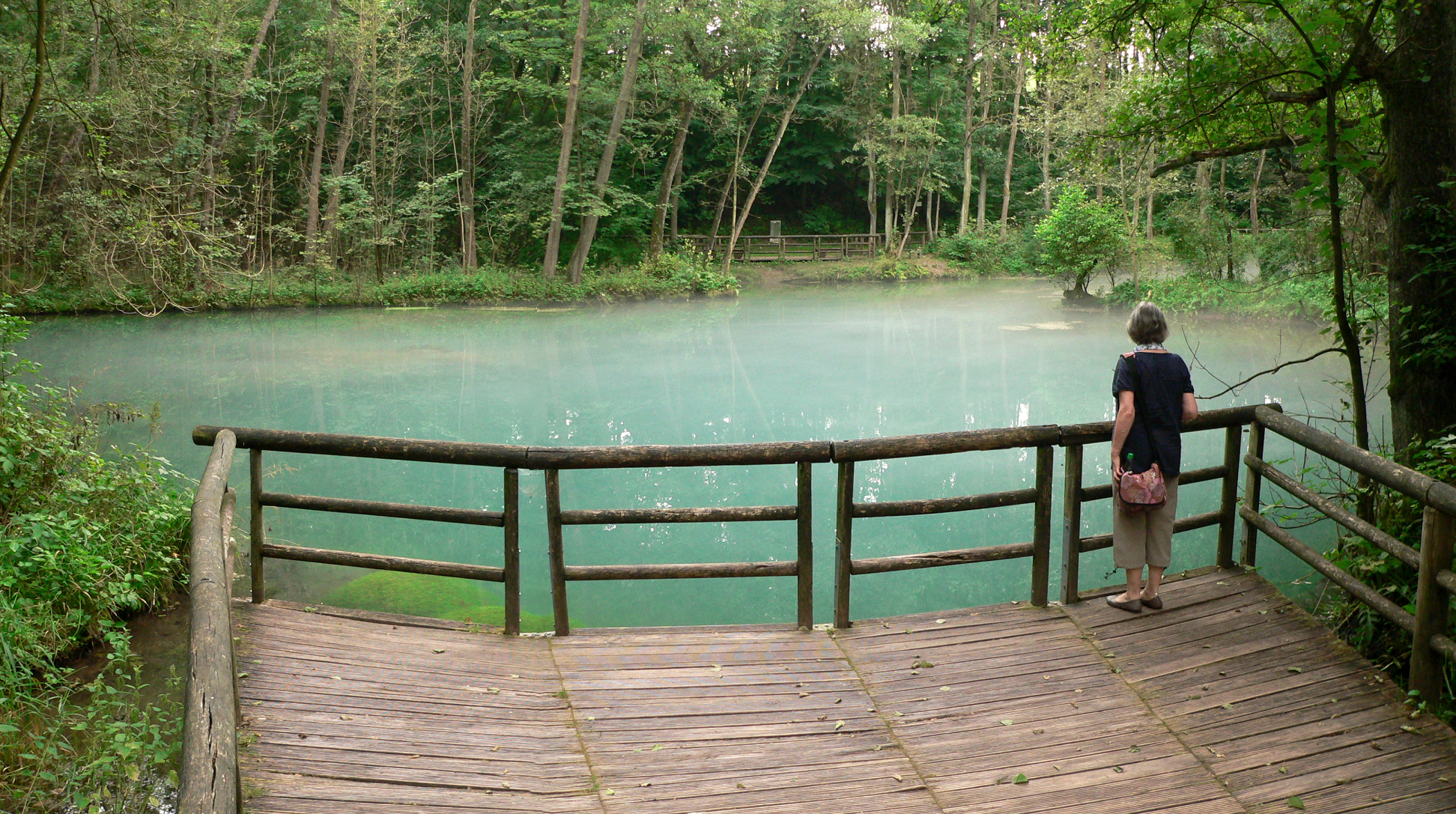
Bron van de Rhume (2)
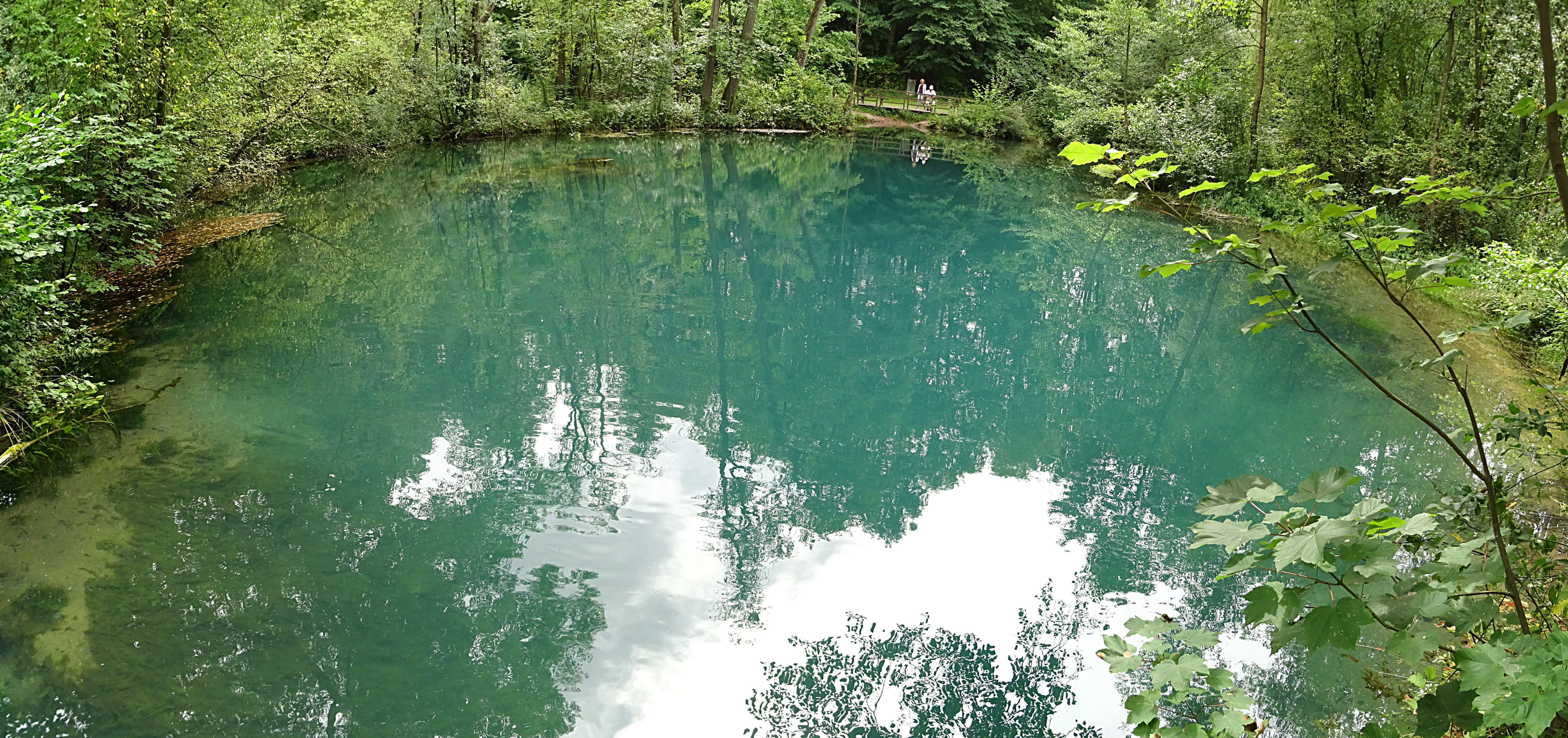
Bron van de Rhume (3)
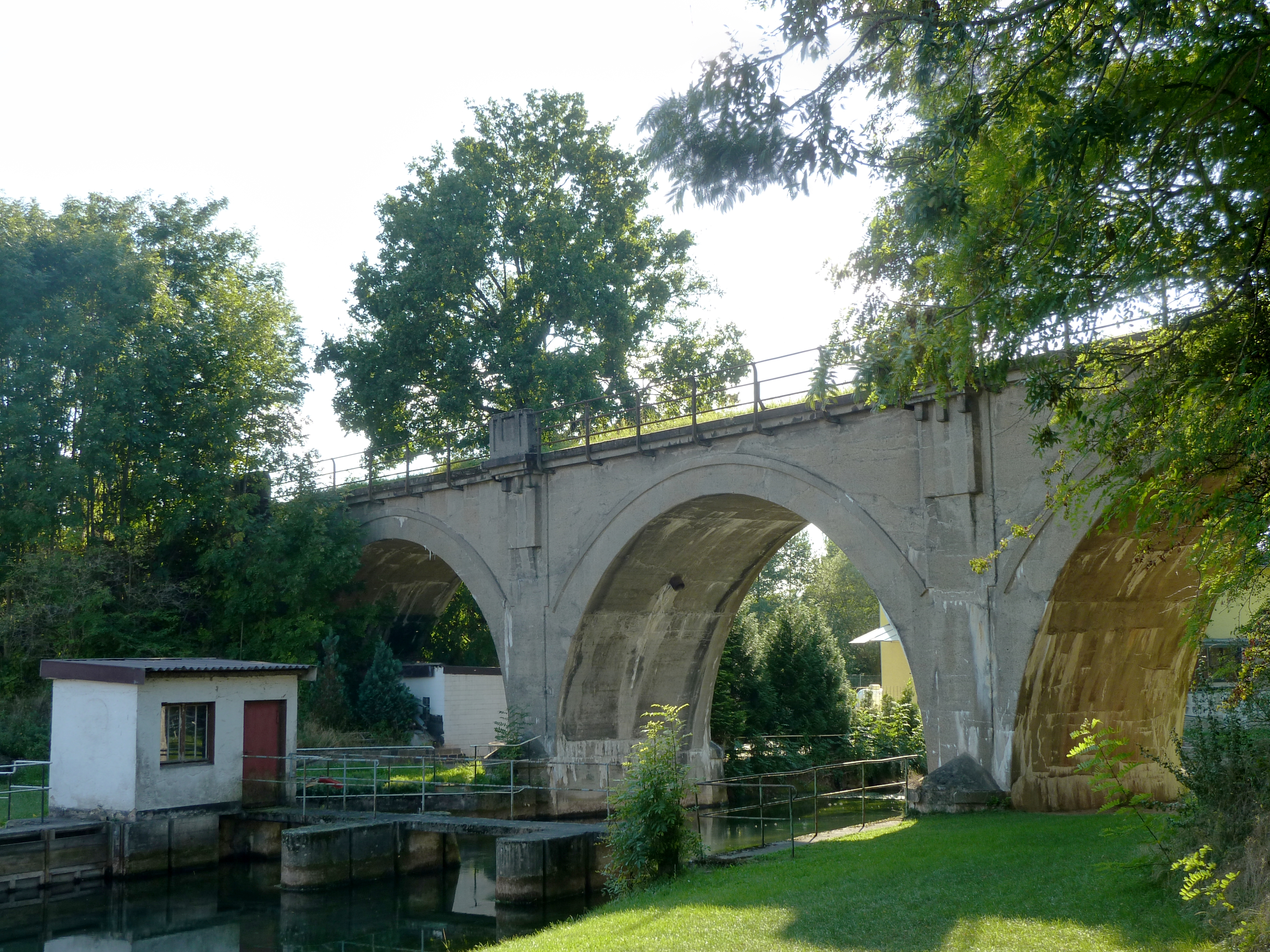
De Rhume in Rhumspringe met spoorbrug (de spoorlijn is opgeheven en weggebroken)
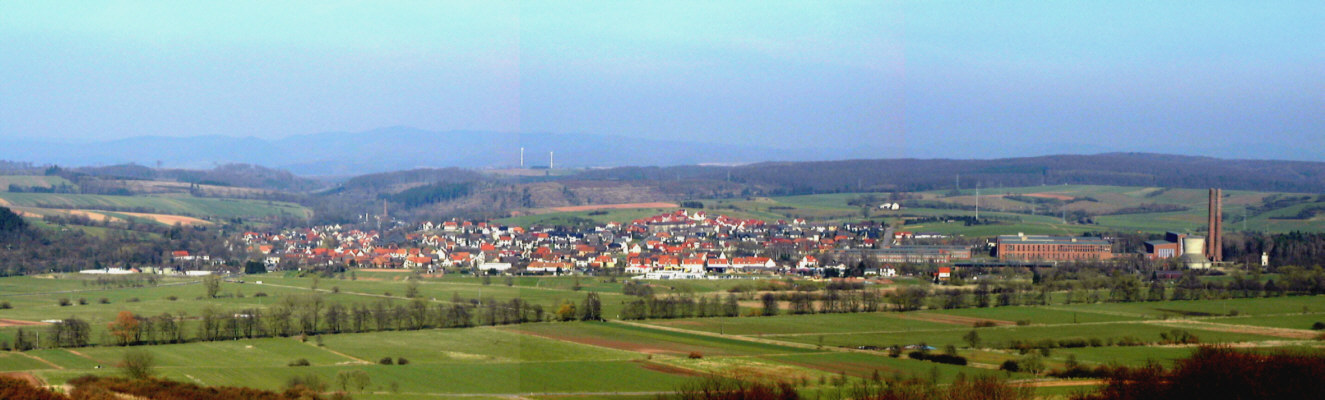
Gezicht op Rhumspringe vanaf de Waake-Berg
Gezicht op Krebeck, vanuit het zuidoosten
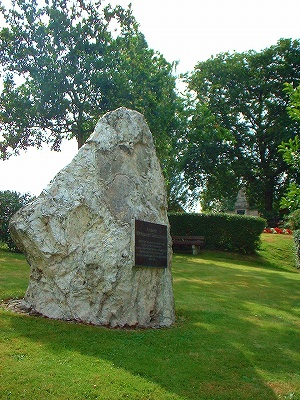
De Mittelpunktstein bij Krebeck
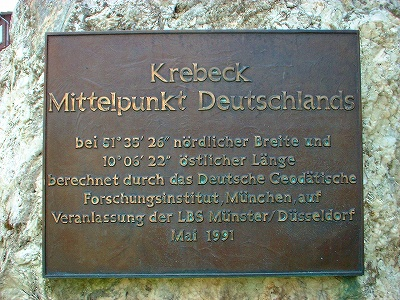
Plaquette op de Mittelpunktstein
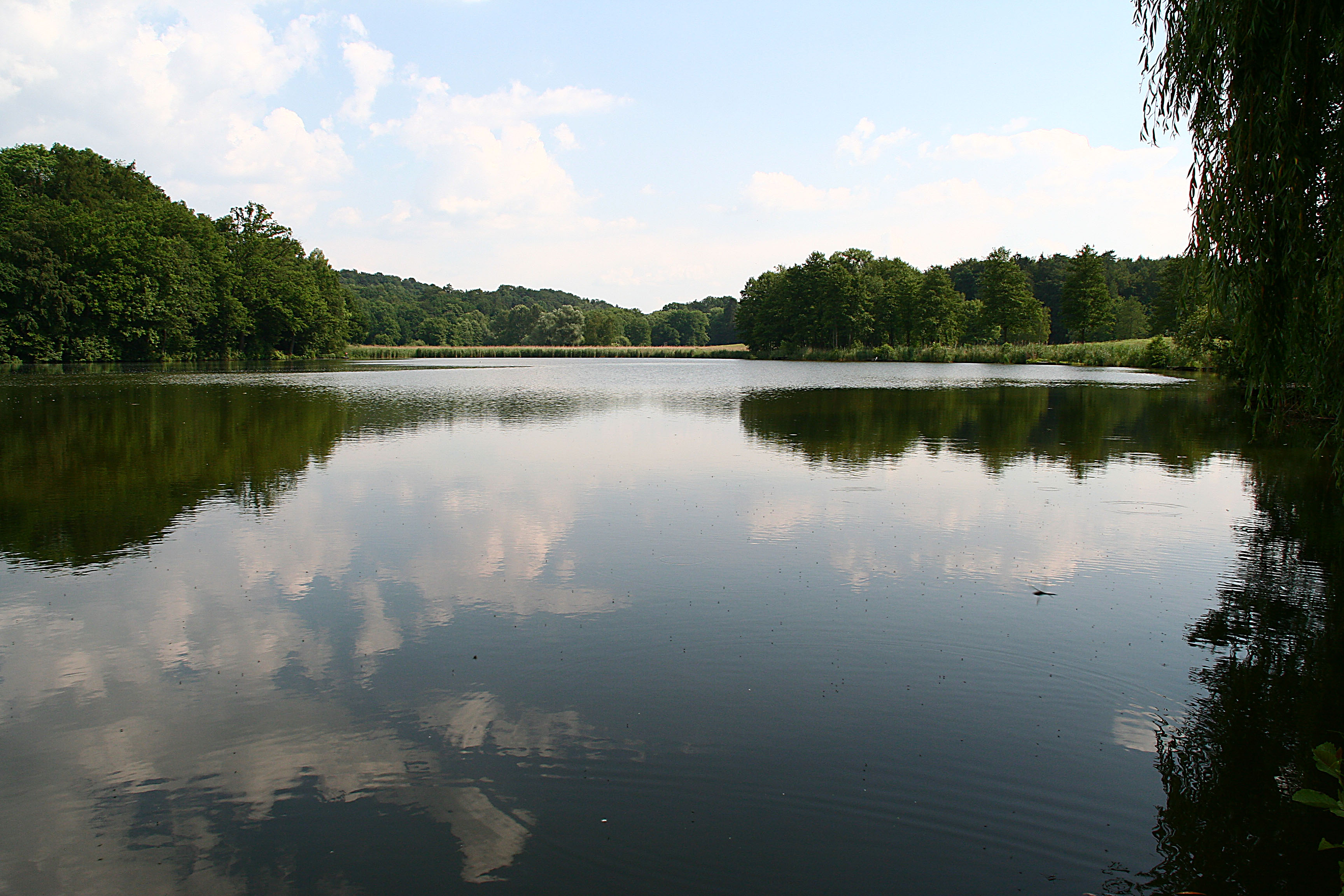
Thiershäuser Teiche (vijvers; natuurgebied bij Renshausen)
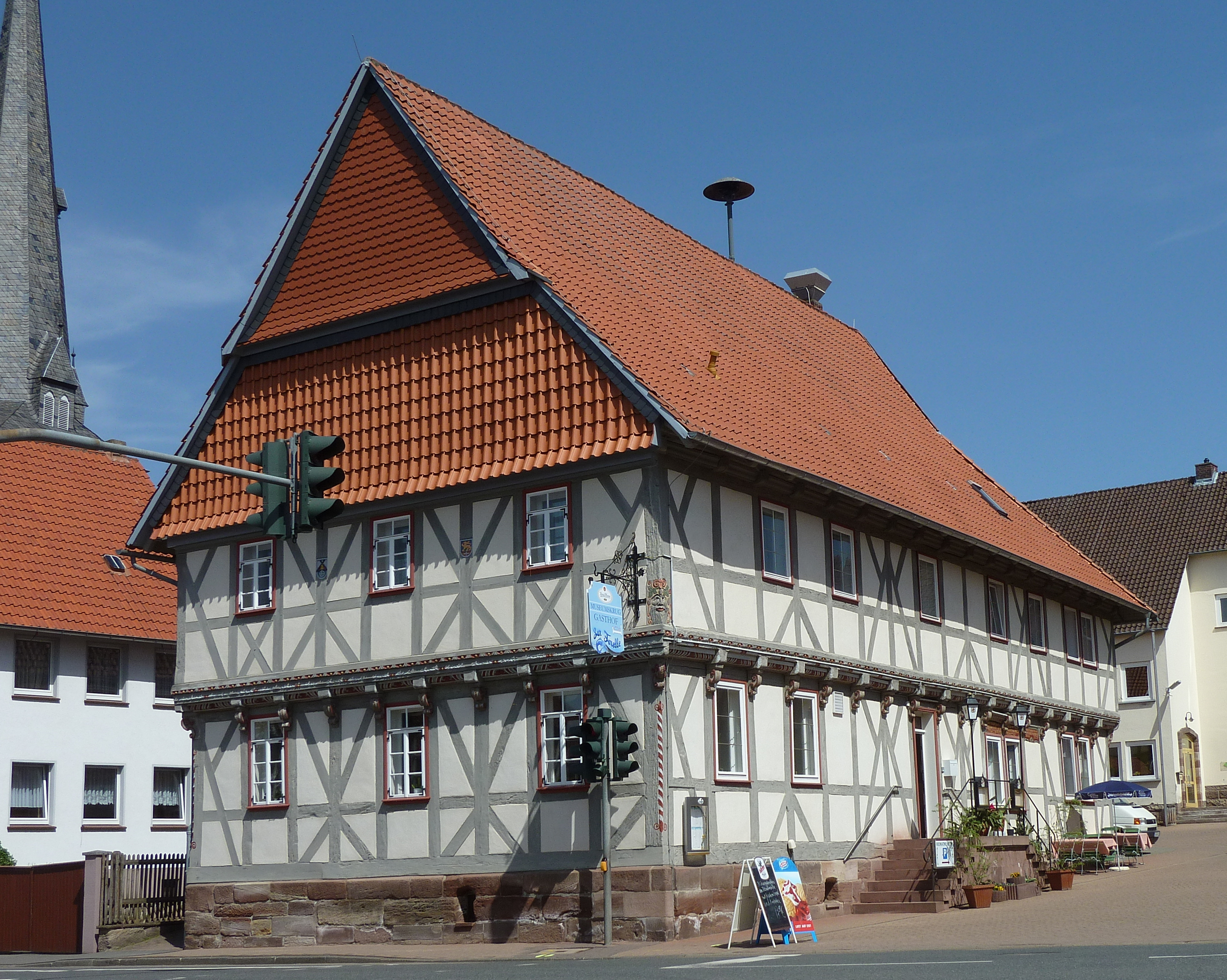
Dorpscafé Obernfeld (bouwjaar 1671)
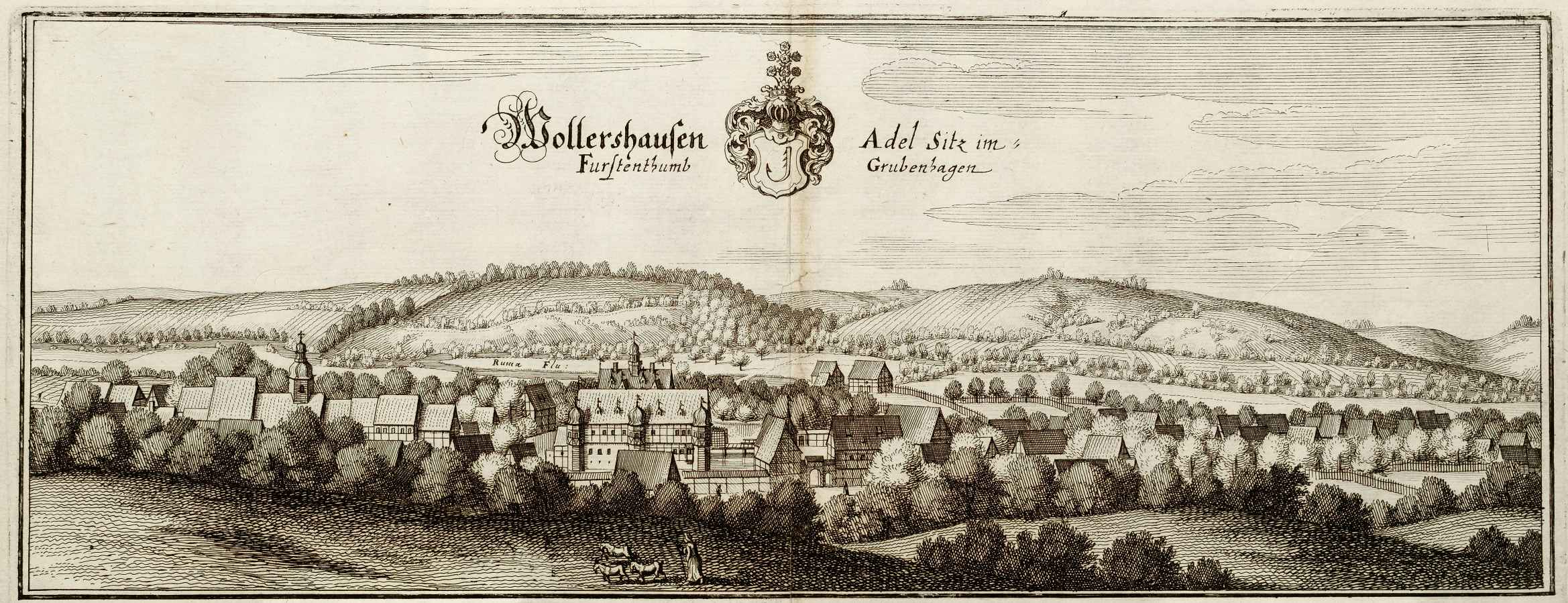
Wollershausen (Merian, 1654) met op de achtergrond Kasteel Wollershausen (in 1735 herbouwd), stamslot van het geslacht Von Minnegerode.

## Trivia
Krebeck is een van de zeker negen plaatsen, die zichzelf "geografisch middelpunt van Duitsland"  noemen. In het geval van Krebeck is de bewering gebaseerd op een landmeetkundig uitgangspunt.
Adelebsen · 
Bad Grund · 
Bad Lauterberg im Harz · 
Bad Sachsa · 
Bilshausen · 
Bodensee · 
Bovenden · 
Bühren · 
Dransfeld · 
Duderstadt · 
Ebergötzen · 
Elbingerode · 
Friedland · 
Gieboldehausen · 
Gleichen · 
Göttingen · 
Hann. Münden · 
Harz (gemeentevrij gebied, Landkreis Göttingen) ·
Hattorf am Harz · 
Herzberg am Harz · 
Hörden am Harz · 
Jühnde · 
Krebeck · 
Landolfshausen · 
Niemetal · 
Obernfeld · 
Osterode am Harz · 
Rhumspringe · 
Rollshausen · 
Rosdorf · 
Rüdershausen · 
Scheden · 
Seeburg · 
Seulingen · 
Staufenberg · 
Waake · 
Walkenried · 
Wollbrandshausen · 
Wollershausen · 
Wulften am Harz